# Дрогобич
Дрого́бич — місто на заході України, в Дрогобицькому районі Львівської області. Адміністративний центр Дрогобицького району і Дрогобицької міської громади. У 1939–1941 і 1944–1959 роках — центр Дрогобицької області.
Місто засноване наприкінці XI століття. Було центром староства Перемишльської землі. З XV століття місто розвивалося, як, передовсім, ярмарковий і солеварний центр. Після Першого поділу Польщі Дрогобич відійшов до Імперії Габсбургів. У середині ХІХ століття перетворився на найбільший у Європі нафтовий центр, що сприяло швидкому розвитку міста. З початку листопада 1918 — повітовий центр у складі ЗУНР, після Акту Злуки 22 січня 1919 — у складі ЗОУНР. Після анексії Польщею -— центр повіту Львівського воєводства у міжвоєнній Польщі. За Пактом Молотова — Ріббентропа 1939 року анексований Радянським Союзом.
Сьогодні місто відоме як мала батьківщина Юрія Дрогобича, Івана Франка та Бруно Шульца. В місті діяли численні нафтопереробні підприємства. Зараз у місті працює Дрогобицький солевиварювальний завод, найстаріше діюче підприємство України.

## Етимологія

### Офіційна назва міста
Щодо походження назви не існує єдиної думки.
За найпоширенішою версією, біля соляного джерела в передгір'ї Карпат існувало поселення Бич, мешканці якого торгували сіллю. Після нападу кочових племен половців наприкінці ХІ століття місто було спалене. Через деякий час жителі, які встигли сховатися від ворогів, повернулися і відбудували місто, але вже в трохи іншому місці. Нове місто назвали Другий Бич, а з часом назва його перетворилася в Дрогобич.
Існує також версія, що назва міста походить від слів «другий бік» (які пізніше злилися), бо сучасне місто почалося на другому боці річечки-потічка Побук (тепер Серет), навпроти солеварні.
Ще за іншою версією, назва походить від слова «драговина», що означає болотисте місце, адже первісна територія міста була дуже заболоченою.
Також існує думка, що назва утворилася від особової назви Дорогобит, пізніше сполонізованої.
Різними мовами назва транслітерується таким чином:
англійською — Drohobych;
польською — Drohobycz;
їдишем — דראָביטש;
німецькою — Drohobytsch.

### Альтернативні назви Дрогобича
Літературний світ подарував місту кілька самобутніх імен: завдяки творам письменника Бруно Шульца Дрогобич часто подається (зокрема у ЗМІ), як «Цинамонове місто» або «Республіка мрій». Львівський письменник Станіслав Муеллер (Stanisław Antoni Mueller) у своїй повісті «Генрик Фліс» (1908) називає Дрогобич «Рокомишем». У збірці «Український постапокаліпсис» (2018) Дрогобич має назву «Місто рисових туманів» (згідно однойменного оповідання авторства Олега Стецюка). Поширеним є використання ще таких назв як «Місто Каменяра» або «Місто Котермака».

## Символіка

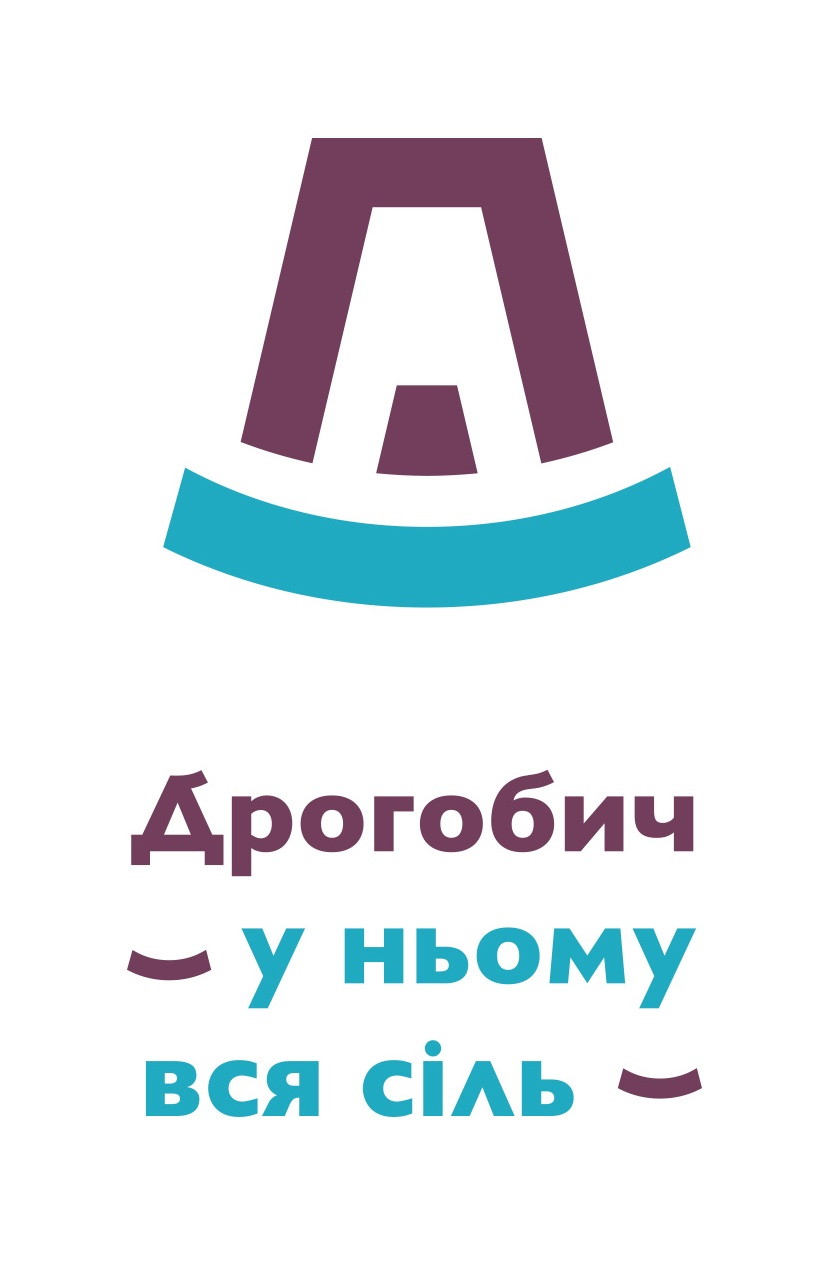
Логотип Дрогобича

Офіційно затвердженими символами Дрогобича є герб, прапор та логотип.
Сучасний герб Дрогобича подібний до всіх попередніх, проте в кінцевому варіанті він був дещо змінений: на синьому полі щита дев'ять срібних соляних топок у три ряди: в горішньому — чотири, у середньому три, у нижньому — дві. Щит обрамований декоративним картушем і увінчаний срібною міською короною з трьома бланками.
Прапор Дрогобича зображує прямокутне синє полотнище зі співвідношенням ширини до довжини 2:3, посередині якого розміщені дев'ять срібних топок солі в три ряди. Із трьох сторін (окрім древкової) йде лиштва (з шириною 1:10 прапора), складена з жовтих і блакитних рівносторонніх трикутників. Дев'ять соляних топок використовувалися на міському гербі ще з XVI століття. Вони вказують на солеварні промисли, які сприяли розвитку та зростанню Дрогобича.
Сучасний логотип зображує по центру топку солі, яку обрамлює астролябія, а довершує логотип — посмішка. Критерії, якими керувалася комісія під час відбору логотипу — це рівень відповідності логотипу до духу міста та його унікальності, а також наскільки логотип буде цікавим для туристів. Серед 14 поданих заявок претендентів спершу було відібрано трійку найкращих, а відтак конкурсна комісія шляхом голосування відібрала теперішній логотип. Комісія одноголосно обрала туристичний логотип міста, віддавши свої голоси за роботу дизайнера Олега Білого, у роботі якого можна найкраще розгледіти символіку, яка презентує місто.
Де-факто девізом Дрогобича сьогодні є гасло «Дрогобич — у ньому вся сіль», адже вона зображена на логотипі міста.

## Географія і клімат
Дрогобич розміщений в південно-західній частині Львівської області на річці Тисмениці, на межі Наддністрянської рівнини та Карпатського передгір'я. Він є центральним містом Прикарпатської агломерації, яка, крім Дрогобича, має у своєму складі Борислав, Стебник, Східницю, Трускавець та прилеглі села.
Територія міста становить 31,93 км². Часто плутають з площею Дрогобицької міської ради (існувала до липня 2020 року), до якої входила територія міста Стебник, і яка становила 44 км² (хоча це теж не точно, бо площа Стебника, за деякими даними, — 8,96 км², а за іншими — 12 км²): 31,93 + 12 = 44.
Найвища місцевість у місті - південно-західна частина лісопарку ім. Б. Хмельницького (363 м). Найнижча - уріз води у р. Тисьмениця поблизу села Почаєвичі (275 м). {{https://uk-ua.topographic-map.com/map-m4dt1h/%D0%94%D1%80%D0%BE%D0%B3%D0%BE%D0%B1%D0%B8%D1%87/}}
Дрогобич перебуває в східноєвропейському часовому поясі між 23 та 24 меридіанами.
Клімат — помірно континентальний з м'якою зимою і теплим літом. Середня температура становить − 4 °C в січні й +18 °C в червні. Найгарячіші місяці — липень і серпень з середньомісячною температурою близько +22 °C; найхолодніший — січень. Річні суми опадів коливаються в межах 600—800 мм. Більшість опадів припадає на теплий період. Місто належить до вологої помірно-теплої агрокліматичної зони; суттєвий вплив на клімат має розміщення Дрогобича в передгір'ї Карпат. Для міста характерна висока вологість повітря (взимку — 70-80 %, влітку — 85 %) і понижений атмосферний тиск (725—745 мм ртутного стовпчика).
| Клімат Дрогобича                                              | Клімат Дрогобича | Клімат Дрогобича | Клімат Дрогобича | Клімат Дрогобича | Клімат Дрогобича | Клімат Дрогобича | Клімат Дрогобича | Клімат Дрогобича | Клімат Дрогобича | Клімат Дрогобича | Клімат Дрогобича | Клімат Дрогобича | Клімат Дрогобича |
| Показник                                                      | Січ.             | Лют.             | Бер.             | Квіт.            | Трав.            | Черв.            | Лип.             | Серп.            | Вер.             | Жовт.            | Лист.            | Груд.            | Рік              |
| Середній максимум, °C                                         | −2               | 0                | 5                | 11               | 17               | 20               | 21               | 21               | 17               | 11               | 4                | 0                | 11               |
| Середня температура, °C                                       | −4,6             | −3,1             | 1,1              | 7,7              | 13,2             | 16,1             | 17,3             | 16,8             | 13,0             | 8,0              | 2,5              | −2,1             | 7,2              |
| Середній мінімум, °C                                          | −6               | −5               | −1               | 3                | 8                | 11               | 12               | 12               | 8                | 4                | 0                | −4               | 3                |
| Норма опадів, мм                                              | 42               | 43               | 43               | 51               | 77               | 98               | 102              | 76               | 58               | 47               | 46               | 57               | 740              |
| ------------------------------------------------------------- | ---------------- | ---------------- | ---------------- | ---------------- | ---------------- | ---------------- | ---------------- | ---------------- | ---------------- | ---------------- | ---------------- | ---------------- | ---------------- |
| Джерело: Кліматичні дані Дрогобича на сайті«www.meteoprog.ua» |                  |                  |                  |                  |                  |                  |                  |                  |                  |                  |                  |                  |                  |

## Населення
Кількість постійного населення міста, станом на 1 січня 2022 року, складала 73 682 осіб.

### Національний склад
- 1869 р. — 18 880 мешк. (28,7 % — українці, 23,2 % — поляки, 47,7 % — євреї)
- 1921 р. — 34 756 мешк. (24,4 % — греко-католики, 31 % — римо-католики, 44,3 % — юдаїзм)
- 1931 р. — 37 300 мешк. (25 % — греко-католики, 33 % — римо-католики, 40 % — юдаїзм, 425 православних)
- 1933 р. — 32 622 мешк.[14]
- 1939 р. — 40 600 мешк. (26,3 % — українці, 33,2 % — поляки, 39,9 % — євреї)
- 1943 р. — 21 245 мешк.[15].
- 1959 р. — 48 145 мешк. (70,1 % — українці, 22,6 % — росіяни, 2,9 % — поляки, 2,4 % — євреї)[16][17]

Розподіл населення за національністю за даними перепису 2001 року:
| Національність  | Відсоток |
| --------------- | -------- |
| українці        | 93.98%   |
| росіяни         | 3.91%    |
| поляки          | 0.46%    |
| білоруси        | 0.26%    |
| цигани          | 0.22%    |
| інші/не вказали | 1.17%    |

### Мовний склад
Розподіл населення за рідною мовою за даними перепису 2001 року:
| Мова            | Кількість | Відсоток |
| --------------- | --------- | -------- |
| українська      | 72530     | 94.13%   |
| російська       | 3299      | 4.28%    |
| циганська       | 167       | 0.22%    |
| польська        | 159       | 0.21%    |
| білоруська      | 84        | 0.11%    |
| угорська        | 28        | 0.04%    |
| румунська       | 20        | 0.03%    |
| єврейська       | 12        | 0.01%    |
| інші/не вказали | 750       | 0.97%    |
| Усього          | 77049     | 100%     |

## Історія

### У часиКиївської Русі
Згідно з археологічними даними, місто виникло в період Київської Русі, приблизно в XI столітті в місцині, яка багата соляними джерелами ропи, з якої здавна видобували кухонну сіль. З самого моменту заснування міста головним його багатством була соляна промисловість. Про існування міста біля джерел ропи свідчить факт, зафіксований в 1106 році в Києво-Печерському патерику. Тоді, внаслідок уособиці між Давидом Ігоревичем та Святополком Ізяславичем, припинилося постачання солі з Галича та Перемишля, й не стало її по всій Руській землі («не бисть солі по всій Руській землі»). Технологія добування солі була досить проста. В спеціальні жбани (черіні) заливали збагачену сіллю ропу й нагрівали ті жбани на багатті. До наших днів збереглися назви вулиць, пов'язані з цим процесом: Зварицька, Жупна (жупою називали солеварню), Солоний Ставок. При випаровуванні води залишалася сама сіль, яка обпалювалася на вогні у вигляді так званих топок. Дев'ять таких конусоподібних топок стали символом міста і зображені на гербах міста різних періодів: польського, австрійського, радянського й сучасного періоду незалежності України. У складеному наприкінці XIV століття «Списку городів руських далеких і близьких» згадується під назвою Другабець серед категорії «Волинських городів» між двома столичними містами Холмом і Львовом Великим (Лвовъ Великій). Археологічні дослідження на території Дрогобича виявили залишки будинків солевидобувників XII століття, поселення яких поступово набуло міського характеру в XIII—XIV століттях.
Поряд з містом збудували фортецю Тустань.

### У часи литовсько-польської держави
Окрім «Списку руських міст» Дрогобич наприкінці XIV століття згадується ще двічі (1387 та 1390 роки) у львівському міському акті, та в буллі Папи римського Боніфація IX. В цей час місто отримало власний герб, на якому білий орел тримає на грудях щит з тими ж дев'ятьма топками солі. У той же час у місті починається насадження римо-католицизму, про що свідчить королівський рескрипт, згідно з яким, дрогобицька дерев'яна церква Пречистої Діви Марії була перетворена на католицький костел св. Бартоломея.
Як досить велике місто, Дрогобич мав замок з земляними фортифікаційними укріпленнями. Проте, до сьогодні він не зберігся. В середині XV ст. в місті збудували католицький костел Святого Бартоломея.
Близько 1450 року в місті народився Юрій Котермак (Дрогобич) — визначний діяч східноєвропейського Відродження, перший український автор друкованої книги.
В 1460 році місто отримало самоуправління за магдебурзьким правом, що було підтверджено в 1506 році польським королем Олександром Ягеллончиком. Відтоді Дрогобич став «Королівським вільним містом».
Упродовж XV—XVI століть Дрогобич ріс і розвивався як типове середньовічне місто Галичини. Діяло міське самоуправління й судочинство, проводились ярмарки, працювали цехи та солеварні. У 1535 році був створений цех ковалів та слюсарів, а в 1565 році в місті налічувалося 45 солеварень.
Протягом XVII століття на Дрогобич періодично накочувались татарські набіги (останній відбувся у 1699 р.), виникали епідемії, траплялися пожежі та повені. На початку століття була побудована дерев'яна тризрубна церква Воздвиження Чесного Хреста та церква святого Юра. В цей час розвивається духовне життя міста, утворюється православне братство при церкві Воздвиження Чесного Хреста.
У часи Визвольної війни у 1648 році козаки Богдана Хмельницького звільнили місто, під час штурму костела Святого Бартоломія було вбито багато міщан.
У 1657 році в місті перебував угорський князь Юрія II Ракоці. 1663 року споруджена перша міська школа. Протягом 1700–1709 років будується новий костел та монастир кармелітів (нинішній кафедральний храм Святої Трійці). У 1740 році будується нова міська ратуша, а у 1756 році засновано міську пошту.

### У часиГабсбургів
У 1772 році, після першого поділу Польщі, Дрогобич, як і вся Східна Галичина, опинився у складі монархії Габсбургів (з 1804 року — Австрійської імперії, з 1867 — Австро-Угорської).
Після 1775 року почала діяти Дрогобицька василіянська гімназія.
У XIX столітті поряд з традиційною спеціалізацією Дрогобича, як центру солеваріння, бурхливого розвитку зазнала нафтопереробка. Здавна на околицях міста виявляли поклади нафтопродуктів та озокериту. Ще в 1788 році в місті вперше в Європі[джерело?] для освітлення почали використовувати нафтові ліхтарі. В 1814 році управитель соляних копалень Й. Геккель спорудив першу примітивну нафтоперегінну установку. В 1817 році військові казарми і солеварні Дрогобича вперше в Європі освітлювали гасом. У 1822 році першу нафтову лампу встановили перед ратушею. В 1836 році розпочато освітлення міських вулиць. А в 1859 році з запровадженням першої промислової нафтоперегінної установки нафтовий фактор вийшов на чільне місце міського господарства.

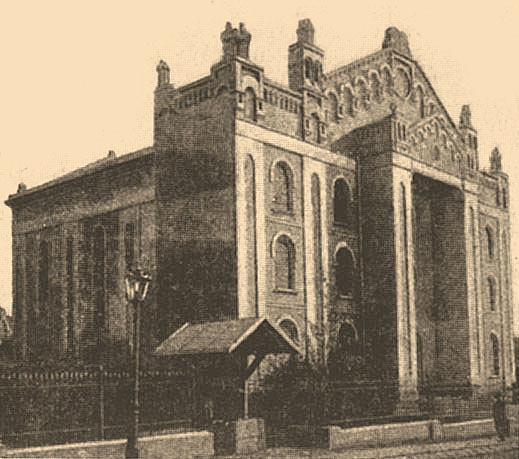
Хоральна синагога (Дрогобич)

В цей час у початковій школі отців Василіян, а згодом у міській гімназії, навчався Іван Франко, пізніше— класики української літератури Василь Стефаник і Лесь Мартович. Вчилися або працювали багато інших відомих представників культури, громадських та політичних діячів: письменники — співець Борислава — «галицької Каліфорнії» Стефан Ковалів, Володимир Бірчак, мовознавець і природознавець Іван Верхратський, театральний режисер Йосип Стадник, польський письменник і художник юдейського походження Бруно Шульц.
Великої шкоди місту і околицям завдала Перша світова війна. Російські війська при відступі вивезли навіть обладнання нафтопереробного заводу, а запаси нафтопродуктів вилили зі сховищ.
3 березня 1918 року в місті відбулось «свято державності і миру» (віче) на підтримку дій уряду УНР, на якому були присутні близько 50 000 осіб.

### Західноукраїнська Народна Республіка
На відміну від більшости міст та містечок Галичини, де українці взяли владу до рук 1 листопада 1918 року, поляки утримували владу у місті до 2 листопада. Українці опанували містом після прибуття до нього військових частин. На жаль, не вдалось уникнути при цьому кровопролиття.
14 — 15 квітня 1919 р. в місті вибухнуло повстання, очолюване революційним комітетом, керівне ядро якого становили комуністи (члени КП Східної Галичини) В.Коцко, Г.Михаць, І.Кушнір. Робітники, повсталі міліціонери захопили центр міста, вокзал, пошту, приміщення суду, тюрму. Увечері об'єднана робітничо-селянська рада була проголошена органом державної влади (керівництво — 5 осіб). Було надіслано привітання Радянським урядам України, Угорщини. 15 квітня частини УГА роззброїли повстанців, проводирів заарештовали. 8 — 10 травня у місті відбулося виїзне засідання уряду ЗУНР з участю військового командування. Дрогобицький бунт вписувався у геополітичні плани Москви щодо створення більшовицького містка до Угорщини та Баварії.

### У складі польської держави
Після виру Першої світової війни, радянсько-польської війни та чисельних змін влад, Галичина опиняється у складі Польської республіки. За польського панування, в 1922 — 1927 роках збудували нинішню ратушу.
У 1924–1926 роках проклали газопровід Стрий — Дрогобич — Борислав — Стебник, а в 1928 — 1933 водогін с.Уріж — Дрогобич.
Відкрилася Українська жіноча учительська семінарія сестер Василіянок (1920), українська приватна гімназія (1928).
Під час проведення поляками пацифікації у Галичині 1930 року багато дрогобичан були заарештовані та сиділи в тюрмах у Самборі та в Березі Картузькій.
На відміну від переважно україномовних навколишніх сіл, у Дрогобичі тих часів жителі різних національностей між собою часто спілкувалися балаком.

### Друга світова війна

#### 1939—1941
1 вересня 1939 з нападу Німеччини на Польщу розпочалась Друга світова війна. Вже 10 вересня бомбардувальники скинули свій вантаж на залізничний вокзал та рафінерію Польмін (теперішній нафтопереробний завод № 1), а 11 вересня ще й на малу станцію на Трускавецькій, сільзавод та шпихлір.
18 вересня в місто, не зустрівши опору польської армії, ввійшли війська вермахту. Бургомістром призначають представника місцевої польської громади, вивозять нафтопродукти, проте вже зранку 24 вересня німці покинули місто, оскільки, відповідно до пакту Молотова—Ріббентропа, Дрогобич переходив до радянської зони окупації. О 17.45 того ж дня по вулиці Стрийській в місто вступили війська 12-ї армії генерала Тюленєва.
У жовтні 1939 року були проведені вибори до Народних Зборів Західної України, нова влада призначила на керівні посади людей, присланих зі східних областей УРСР. Почалася націоналізація та конфіскація банків, підприємств, власності кооперативів, церковних організацій та приватних осіб. Велика частина продуктів нафтопереробки в 1940–1941 роках ішла на експорт, на потреби Третього Рейху.
Припинено випуск усіх газет та інших часописів міста, замість яких почали виходити комуністичні видання. Закрито осередки всіх політичних партій, «Просвіту», «Рідну школу» «Сокіл». Закрито семінарію сестер Василіянок та торговельну школу. Замість цього пропонувалося вступати в ідеологізовані піонерські, комсомольські, профспілкові організації та ДТСААФ. 7 листопада в Дрогобичі вперше пройшло святкування річниці жовтневого перевороту, під час цього демонстранти топталися по державній та національній символіці поляків.
27 листопада 1939 року була створена Дрогобицька область з 10 повітів, поділених 17 січня 1940 р. на 30 районів. Дрогобич став обласним та згодом — районним центром. Створено обласне управління НКВС, керівником якого з 27 листопада став І.Зачепа. Під тотальний контроль НКВС потрапили всі установи міста й області, йому підпорядковувалися в'язниці (зокрема, Дрогобицькі «Бриґідки»), міліція, органи держбезпеки, прикордонні війська, пожежна служба.
21 грудня польський злотий, як засіб платежу, замінено в обігу на радянський рубль (карбованець). Заблоковано ощадні та банківські рахунки мешканців. Обмінювалась на рублі сума лише до 300 злотих по невигідному курсу обміну. Населення різко зубожіло, з'явилися черги.
24 березня 1940 року на виборах по місту Дрогобичу (дільниця № 23) депутатом до Верховної ради СРСР став перший секретар Дрогобицького обкому КП(б)У Яків Микитович Ткач, а депутатом до Верховної ради УРСР — Ярослав Середа. За офіційними повідомленнями, за представників влади віддали свої голоси 99,39 % виборців.
Постановами Ради Народних Комісарів УРСР в місті створено державний обласний драмтеатр (тепер Львівський обласний академічний музично-драматичний театр імені Юрія Дрогобича), обласну філармонію, обласний будинок народної творчості, вчительський інститут (тепер Дрогобицький педагогічний університет), державний обласний історичний музей (тепер Дрогобицький краєзнавчий музей), державну обласну бібліотеку для дорослих та державну обласну дитячу бібліотеку, відкрито медпункти першої допомоги, пологовий будинок на 45 місць, венеричну клініку на 45 місць, пункти консультації матері та дитини, організовано 4-місячну медшколу на 50 чоловік.
Нова влада розпочала масові арешти і депортації польського населення. Багатьох дрогобичан чекали ув'язнення, висилка в концтабори ГУЛАГу та навіть смертні вироки. Спротив таким діям чинили як поляки, зорганізовані в Союз збройної боротьби, так і українці під керівництвом ОУНР.
22 червня 1941 року місто було бомбардовано німецькою авіацією, під удар попали залізнична станція з вокзалом та нафтопереробні підприємства міста, а також військові казарми. Починаючи з цього дня і аж до 29 червня енкаведисти поспішно арештовували представників дрогобицької інтелігенції, гімназистів та студентів. Частину заарештованих вивезли, решту — вбили. Розпочалось масове вбивство ув'язнених у тюрмах Дрогобича, де було замордовано кількасот осіб, серед яких були ієромонахи Яким Сеньківський та Северіян Бараник. Весною 1946-го року був замордований також Віталій Байрак.

#### Під німецькою окупацією
1 липня 1941 року в Дрогобич входять війська гітлерівської Німеччини та її сателіта тисовської Словаччини. Військова комендатура німців, яка керувала містом протягом липня, знаходилась в готелі «Європа». Комендантом міста призначено майора Баєра. Він видав розпорядження про введення в обіг нарівні з рублем німецької марки, пізніше в обіг повернуто злотий. Протягом тижня в місті відновлено електро- та водопостачання. За пару днів відновлено газопостачання, хоча населенню, крім німців, заборонялось використовувати газ для побутових потреб з 8-ї ранку до 6-ї вечора.
У будинку № 2 на вулиці Стрийській (біля церкви Петра й Павла) розмістився обласний провід ОУНР під керівництвом уродженця Сколівщини Андрія Шукатка (псевдо «Шрам»). 29 районів області було об'єднано в три округи: Перемиську, Самбірську, та Стрийську, які мали свої надрайонні проводи. Дрогобицький район зі своїм провідником напряму підпорядковувався обласному проводу.
3 липня 1941 року в Народному домі член проводу Василь Николяк («Клен») оголосив про Акт відновлення Української Держави. 5 липня в дрогобицькій пресі опубліковано «Маніфест ОУН».. Наступного дня на кількатисячному мітингу, що зібрався на площі перед церквою святого Юра, В.Николяк повідомив про створення у Львові уряду української держави на чолі з прем'єром Ярославом Стецьком. Присутні на мітингу присягнули на вірність Україні.
З серпня 1941 року по серпень 1944 року Дрогобич у складі дистрикту Галичина входив до складу генерал-губернаторства з центром у Кракові. Дрогобицьку область перейменовано на окружне староство (Крайсгауптманшафт Дрогобич). Старостою округи (крайсгауптманом) призначено Є.Адамчика, а в 1942-1944 роках цю посаду обіймав адвокат з Дюссельдорфа Ґарґентс. Міською управою керував бургомістр адвокат Осип Костшембський.
11 липня на окружних зборах відновлено роботу Союзу українських кооперативів на чолі з Дмитром Німиловичем. Цього ж дня за участю дрогобицьких лікарів знову запрацювала Каса хворих під керівництвом директора Теофілія Гладиловича та начального лікаря Володимира Чапельського. Після вимушеної перерви під управлінням Антона Левицького запрацювала і почала нарощувати потужності Народна торгівля. В 1943 це товариство обслуговувало в 10 магазинах 55 % жителів Дрогобича. З 28 липня відновлено роботу міського ринку (щопонеділка). Протягом 27 липня — 2 серпня був проведений перепис населення міста.
Відмовивши керівництву ОУН у створенні власної міліції, дрогобицьке гестапо з середини липня почало набір та навчання Української допоміжної поліції. 18 липня замість евакуйованої сформовано нову міську пожежну команду. На початку осені в місто введені фельджандармерія (нім. Feldgendarmerie — польова жандармерія) та відділ шуцполіції (нім. Schutzmannschaft), який відповідав за безпеку нафтопромислу як наземну, так і з повітря.
З липня в Дрогобичі з періодичністю три рази на тиждень розпочато випуск газети, яка отримала назву «Вільне слово». Влітку поновив репетиції й виступи та вернувся до звичного концертного репертуару хор Боян Дрогобицький. 17 серпня футбольна команда місцевого спортивного товариства «Підгір'я» з рахунком 4:3 перемогла на своєму полі клуб «Ріпник» з Борислава. Існувало в Дрогобичі ще товариство «Ватра».
У серпні в місті для допомоги українським громадянам та установам організовано товариство «Українська Допомогова Акція» (УДА). 5 вересня УДА реорганізовано в Український Окружний Комітет (УОК), структурну ланку Українського Крайового Комітету, а з 1 березня 1942 року — Українського центрального комітету. При фінансовій допомозі УОК запрацював аматорський театр. З 25 вересня по 27 вересня проведено запис дітей з 1928 по 1934 роки народження на навчання в українських народних школах. У грудні відкрито «Державну гімназію з українською мовою навчання в Дрогобичі». Відновлено вивчення латинської мови та релігії. Російську мову замінено німецькою.
15 вересня силами гестапо та фельджандармерії заарештовано близько 50 членів ОУН, серед яких майже весь обласний провід, і відправлено в концтабір Монтелюпіх поблизу Кракова. Після Андрія Шукатки обласний провід очолив його заступник Василь Николяк.
З 1 грудня 1941 року в місті введено картки. Основний набір харчів, який отримували всі працюючі жителі міста (близько 19 000 осіб) у грудні становив: борошна — 400 грамів, кави — 80 грамів, м'яса — 400 грамів, хліба — 6 кілограмів, цукру — 800 грамів. Дрогобичани, які працювали в уряді та важливих установах чи підприємствах (близько 2 000 осіб) мали право додатково: борошна — 400 г., масла — 126 г., м'яса — 400 г., цукру — 500 г. Крім того, 577 дітей до дворічного віку та 490 хворих отримували щодня по 250 г. молока. Але все це не стосувалося єврейської громади Дрогобича.
12 квітня 1942 року розпочато мобілізацію дрогобичан з 1919 по 1922 роки народження до баудінсту. Молодь використовували для важких некваліфікованих робіт на НПЗ, підприємстві з виготовлення дахівки, будівництва та ремонту доріг, копання траншей тощо.
У 1942 році в Карпатах гітлерівцями був схоплений Олекса Гасин (псевдо «Лицар»), член Крайового проводу ОУН. Його перевезли до міста та тримали в тюрмі при гестапо на вулиці Стрийській. Завдяки проведеній операції підпілля ОУН 9 квітня 1943 року він був звільнений.
Влітку 1943 році на Дрогобиччині, як і по всій Галичині, почали створюватися загони Української Народної Самооборони, реорганізовані в грудні в УПА-Захід. Гітлерівці у свою чергу активізували антиукраїнські акції, арештовуючи та знищуючи членів ОУН, УПА та їх симпатиків. Весною 1944 року заарештовано Володимира Кобільника, який виконував функції повітового провідника ОУН. Смерть свою зустрів 28 лютого 1945 року в концентраційному таборі в Шембурзі.
23 квітня місто та НПЗ піддано бомбардуванню. Силами німецьких спеціалістів та дармової (євреї та полонені) робочої сили виробництво швидко відновлено.
28 квітня оголошено про створення дивізії «Галичина».
3 травня відбулась окружна нарада присвячена питанню формування дивізії. Через деякий час на площі Театральній запрацювала комісія, яка 6 днів на тиждень з 8 ранку до 6 вечора приймала добровольців. Вже з 17 липня по 19 липня перші групи майбутніх дивізійників на поїздах вирушили до Львова.
З понад 10 000 полонених червоноармійців, які знаходились в таборі біля Бригідок в 1941 році, у травні 1943 залишилось живими лише 2 200, з них приблизно 880 узбеків, 660 росіян, 330 українців та 220 киргизів.
У жовтні розстріляно групу українських повстанців з тюрми. В тому ж місяці в окрузі, як і по всій Галичині, запроваджено інститут заручників, тобто окупаційною владою заарештовувались та кидались до в'язниці мирні жителі, над якими при першій же антинімецькій акції проводилась екзекуція. Також практикувався за антинімецькі дії УПА розстріл полонених повстанців.
26 червня 1944 року, вранці, в ході «операції Френтік» 71 бомбардувальник «Літаюча фортеця» В-17 8-ї повітряної армії ВПС США в супроводі 56 винищувачів Р-51 «Мустанг» з аеродромів в Україні здійснили авіаналіт на Дрогобич, скинувши на НПЗ та місто 1125 двістап'ятидесятифунтових авіабомб, після чого полетіли на бази в Італії.
Влітку 1944 року, у зв'язку з наближенням лінії фронту до Дрогобича, установи Третього Рейху одну за одною евакуйовано з міста. Разом з ними на захід, ближче до військ союзників СРСР по антигітлерівській коаліції, покидала Дрогобиччину й частина її мешканців.
Відповідно з Актом від 10 травня 1945 року комісії з розслідування нацистських злочинів у Дрогобичі розстріляно 14 500 осіб (з них понад 10 000 у Броницькому лісі), знищено 10 800 військовополонених, убито 42 вчителі, 47 лікарів, 100 робітників та інженерів керамічного та нафтопереробних заводів, вивезено на примусові роботи до Німеччини 3 100 мешканців. Місту завдано матеріальних збитків на 22 000 000 рублів.

##### Становище єврейського населення
Якщо до українців німецька влада ставилась на початку окупації терпимо, то євреї відразу відчули на собі гітлерівський «новий порядок». Їм заборонили користуватись тротуарами і взагалі ходити центральною частиною міста, наказано здати всі ювелірні прикраси та хутряні вироби і радіоприймачі, постійно носити на собі «Зірку Давида». На вимогу коменданта в місті створено юденрат на чолі з доктором Ісааком Розенблатом і його заступником, а фактичним керівником, Маврицієм Рурберґом. Завданням юденрату було організація дешевої робочої сили для місцевих потреб німців. Для виконання наказів з євреїв створено ортполіцію (нім. Judischer Ordnungsdienst), озброєну дерев'яними палицями.
Виконуючи розпорядження губернатора дистрикту К. Ляша від 6 листопада 1941 року, гітлерівці розпочали виселення всіх дрогобицьких євреїв у гетто та ліквідацію, на їх думку, нездатних до тяжкої роботи. Вже на початку листопада сіпо та жандармерія знищили в Броницькому лісі 420 осіб похилого віку. Для працездатних створено чотири табори праці: на Гірці, на Гирівці (біля підприємства по виготовленню дахівки), на вулицях Шашкевича та Данила Галицького (колишня Ягеллонська). 22 листопада знову в Броницькому лісі розстріляно ще 250 осіб. Знищено 65 хворих з єврейського дитячого сиротинця.
З 6 серпня до 8 серпня від 4 000 до 6 000 євреїв з Дрогобича вивезено до села Белжець (так звана «акція Белжець») для ліквідації в концентраційних таборах, зокрема у винищувальному таборі Белжець. Через деякий час нацисти вивезли ще близько 2 500 осіб. 19 жовтня близько 4 000 євреїв вигнано з будинків до тимчасового табору на вулиці Гарбарській, де 3 тижні утримувано без води та їжі. Уцілілих відправлено в концтабори. Незабаром протягом трьох тижнів гітлерівцями проводилась так звана «жіноча акція», внаслідок якої німцями змушено ортполіцаїв гнати на ліквідацію близько 1 200 жінок, серед яких були й їхні матері. 19 листопада, в «дикий четвер», близько сотні дрогобицьких євреїв загинуло на вулицях міста. Серед них Бруно Шульц, якого вбито двома пострілами в голову при виході з юденрату на вулицю Чацького (тепер Шевченка).
У травні розпочато ліквідацію гетто. Євреї не чекали мовчки смерті, а робили все можливе, щоб врятуватися: тікали в навколишні села й ліси, ховались у збудованих криївках, схронах і бункерах, на горищах та в підвалах. Не залишались осторонь і українці з поляками, хоча ризикували собою. Якщо раніше й траплялись в місті незначні міжнаціональні конфлікти на побутовому рівні, то цінність людського життя переважила неприязнь. 27 липня 680 євреїв кинуто окупантами до тюрми на вулиці Стрийській, за деякий час 640 вивезено в Броницький ліс та розстріляно. Наприкінці серпня гітлерівцями ліквідовано останній єврейський табір праці.
Німецьку окупацію пережили в Дрогобичі біля п'ятисот осіб єврейської національності, серед яких і головний рабин міста Якуб Авіґдор. Близько двох сотень дрогобичан переховували євреїв під час війни. Зокрема Владислав та Володимир Василькевичі врятували 58 осіб, Ізидор Волосянський — 39 осіб, Іван та Марія Писк — 48 осіб, Ян Савінський та Петро Стецик — 54 особи. Декого з рятівників, ізраїльській музей Яд Вашем за це проголосив «Праведниками світу».

### У складі УРСР
Приблизно в 8.30 ранку 6 серпня після двогодинного бою в районі НПЗ Польмін в місто ввійшли бійці 167-ї стрілецької дивізії Четвертого Українського фронту. Дрогобич став першим містом, зайнятим цим фронтом після відновлення (ліквідовано 16 травня 1944 року).
Вже 15 серпня 1944 в місті відновлено постачання електроенергії, а 3 вересня відновлено подачу води та газу.
В жовтні відкрито міську партійну школу. На всіх заводах та в установах створено первинні організації ВКП(б) та ВЛКСМ. Утворено товариство з поширення політичних і наукових знань. Для виховання народу, який, за словами секретаря Дрогобицького обкому та міському КП(б)У Степана Олексенка «протягом століть підпадав впливу ворожої нам націоналістичної буржуазної пропаганди», у дусі комуністичної ідеології організовуються доповіді, лекції та політінформації, з врахуванням грамотності та політичної обізнаності різних прошарків суспільства та соціальних груп, наприклад окремо для вчителів, для жінок, інтелігенції, лікарів, молоді, робітників тощо. Партійно-господарський апарат Дрогобича повністю сформовано з представників східних областей України та інших республік СРСР, для чого в місто протягом кількох місяців скеровано 330 осіб.
Дрогобицька область проіснувала до травня 1959 року, коли її територія була приєднана до складу Львівської області.
У повоєнні роки в місті збудовані калійний комбінат, заводи автомобільних кранів, газової апаратури, молочний, плодоконсервний, лікеро-горілчаний; хлібокомбінат; розширено та реконструйовано нафтопереробний, солеварний, керамічний, долотний заводи, м'ясокомбінат. Діяли педагогічний інститут, загальнотехнічний факультет Львівського політехнічного інституту, 2 технікуми (нафтовидобувний і механічний), музичне училище.
У цей період у Дрогобичі працювали Герої Соціалістичної Праці Микола Барабащук, Іван Машера, Дмитро Бішко.

### Сучасність
Нині основною промисловою галуззю міста є машинобудування та нафтопереробка. У місті налічується 18 загальноосвітніх шкіл, гімназія, ліцей, шість училищ та технікумів, одна художня та дві музичні школи, чотири виші. У місті відкрито пам'ятники Юрію Дрогобичу, Степанові Бандері, воїнам-інтернаціоналістам, до 2000-ліття християнства, Маркіянові Шашкевичу, Василеві Стефанику, Іванові Франку, Тарасові Шевченку, Папі Римському Іванові Павлу II, Адаму Міцкевичу, В'ячеславу Чорноволу.
Сучасний Дрогобич не перестає дивувати своїми стародавніми таємницями. В ніч з 1 березня на 2 березня 2012 року обвалилась підлога в крамниці «Фото Квеллє» (англ. "Foto Quelle") за адресою площа Ринок, 8. Утворилась яма глибиною до трьох метрів, у яку провалилась частина офісної техніки. При огляді її співробітниками МНС виявлено підземні ходи, один з яких вів у сторону костелу, інший — до ратуші.
У 2016 році на державному рівні в Україні відзначався ювілей — 925 років з часу заснування міста Дрогобича (1091).
З 2016 року в Дрогобичі щорічно проводиться урочиста церемонія нагородження лауреатів Міжнародної премії ім. Івана Франка

## Місцевості та вулиці Дрогобича

### Місцевості Дрогобича
У Дрогобичі, як і у більшості давніх населених пунктів, є назви окремих закутків поселення. На даний час у Дрогобичі збереглись такі мікротопоніми.
Основні:
- Війтівська Гора
- Гирівка
- Гірка
- Добрельчичі
- Завіжнє
- Задвірне
- Задубиче
- Задубиче-Лішня
- Закостельні Загороди
- Зваричі
- Корост
- Лани
- Лішнянське Передмістя
- Мікрорайон Коновальця
- Мікрорайон Самбірська
- Мікрорайон Спортивна
- Млинки (розділені на Млинки Сівкові та Млинки Шкільникові)
- Нова Волоща
- Плебанія
- Посьолок
- Старостинський Двір

Малі:
- Біля Тандему
- Біля Хімії
- Болоня
- Босня
- Вокзал
- Гицлівка
- Горішні Загороди
- Зоряне
- Кар'єри
- Кольонія
- Кохна
- Лішнянські Загороди
- Міські Загороди
- Навсі
- Нива
- Повишена
- Скітня
- Угорський Кут

### Вулиці Дрогобича
Станом на липень 2022 року у Дрогобичі є 259 урбанонімів

## Місцеве самоврядування
Систему органів місцевого самоврядування міста утворюють:
- Дрогобицький міський голова,
- Дрогобицька міська рада,
- Виконавчий комітет Дрогобицької міської ради.

Дрогобицька міська рада налічує 50 депутатів, які працюють у 7 постійно діючих депутатських комісіях.
До складу виконавчого комітету Дрогобицької міської ради входить 13 осіб.
Штатна чисельність працівників виконавчих органів міської ради становить 167 осіб.

### Міські голови
- Мирослав Глубіш (1990—1994),
- Юрій Дацюк (1994—1996),
- Осип Фурдин, в. о.(1996),
- Михайло Лужецький (1996—1998),
- Олексій Радзієвський (1998—2002),
- Михайло Лужецький (2002—2006),
- Микола Гук (2006—2010)
- Олексій Радзієвський (2010—2014)
- Тарас Метик, в. о.(2014—2015),
- Тарас Кучма (2015—2020, 2020— )

## Економіка

### Промисловість

Приміщення цехів швейної фабрики «Зоря» (краєвид з вулиці Грушевського)

Дрогобич — розвинутий природно-господарський комплекс, друге за промисловим потенціалом місто області. Промисловий потенціал міста формують такі основні галузі:
- машинобудування (45 %),
- нафтопереробка (37 %),
- харчова (7,5 %),
- будівельних матеріалів (1,2 %),
- легка (1 %), хімічна (0,7 %),
- поліграфічна (0,1 %).

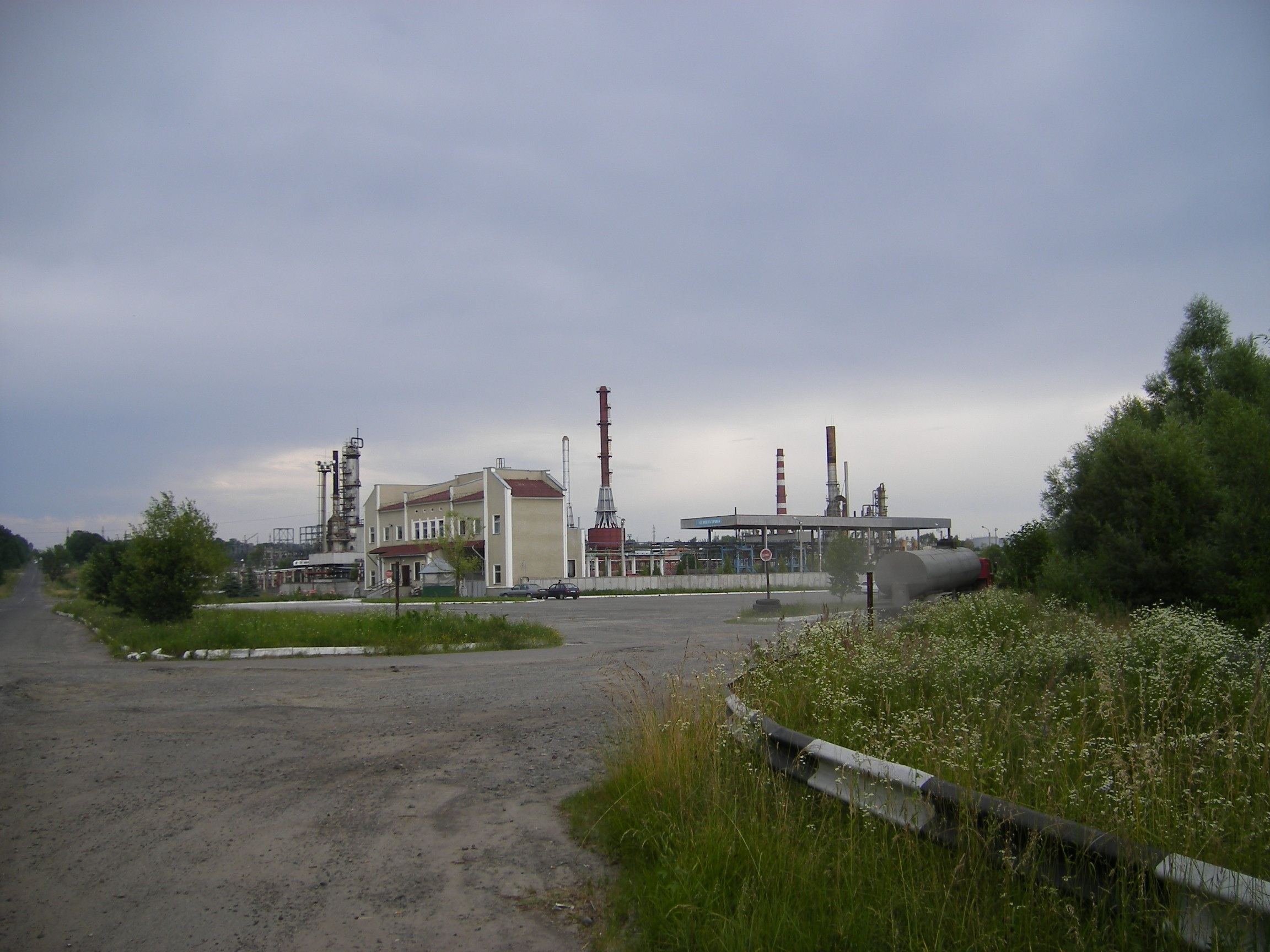
НПЗ №2 (НПК «Галичина»)

До складу багатогалузевого промислового комплексу входять 31 промислові підприємства, що перебувають на постійному балансі (без малих підприємств), які виробляють широкий асортимент промислової продукції. Найбільшими підприємствами міста є:
- ВАТ «НПК Галичина» — нафтопереробне підприємство, заводи № 1 та № 2, реальний власник невідомий[36]
- ВАТ «Галол» — виробник мастил
- ТОВ «Універсальна бурова техніка» (колишній «Дрогобицький долотний завод») — єдине в Україні підприємство по виробництву долот для нафтодобування[37]
- ПАТ «Дрогобицький завод автомобільних кранів»[38] — виготовляє автомобільні гідравлічні крани марки «Силач»
- ВАТ «Дрогобицький машинобудівний завод»[39] — виготовляє обладнання для транспортування, добування та переробки нафти та газу
- ВАТ «Дрогобицький хлібокомбінат»
- ВАТ «Дрогобицький молокозавод»[40] — виготовляє продукти під маркою «Драгобрат»
- ВАТ «Дрогобицька Фарба»[41] — виготовляє фарби марки «ДРОФА»
- ВАТ «Дрогобицьке швейне підприємство Зоря» — власник контрольного пакету спільне українсько-польсько-італійське ТзОВ «Лаура» (Львів)[42]
- ВАТ «Дрогобицький завод залізобетонних виробів»
- ЗАТ «Дрогобицький м'ясокомбінат»
- «Дрогобицький солевиварювальний завод» — один з найстаріших у Європі[43][44] солевиварювальний завод та найстаріше постійно діюче підприємство України[45], у паспорті якого вказано дату заснування 1250-й рік[46]. 1 квітня 2003 року Дрогобицький солевиварювальний завод віддано в оренду ЗАТ «Галка-Дрогобич», строк оренди — 10 років.[47]

### Інформаційні технології
У 2016 році в Дрогобичі з ініціативи міського голови Тараса Кучми розпочалося впровадження проекту «Дрогобич — Smart City» (керівники проекту радник міського голови Станіслав Гайдер, директор КУ «Інститут міста Дрогобич» Володимир Кондзьолка). За один рік в місті запрацювали більше двадцяти електронних сервісів, а саме: через інтернет мешканці міста замовляють адмінпослуги [Архівовано 30 вересня 2018 у Wayback Machine.], через електронні мапи повідомляють про проблеми жк [Архівовано 30 вересня 2018 у Wayback Machine.], незаконні рекламоносії, незаконну торгівлю інше. В місті функціонує електронний запис на прийом до лікаря [Архівовано 14 березня 2022 у Wayback Machine.], депутата, посадовця, керівництва міста. Дрогобич інтенсивно проваджує політику відкритості, відтак для мешканців міста працюють електронні аналітичні системи про бюджет міста [Архівовано 15 квітня 2017 у Wayback Machine.], е-закупівлі, голосування в депутатському корпусі [Архівовано 26 травня 2019 у Wayback Machine.] та багато іншого. У місті працюють десять безкоштовних Wi-Fi зон. В центральній частині міста розміщенні електронно-сенсорні кіоски де мешканці міста можуть дізнатись про останні події та новини. Дрогобич має власний мобільний додаток[недоступне посилання з листопадаа 2019] на платформах ios та android де також повідомляються про надзвичайні ситуації містян. В місті Котермака запущено відкритий портал міста [Архівовано 17 березня 2022 у Wayback Machine.] де можна у вільному доступі отримати всю важливу інформацію про життєдіяльність міста. Дрогобич — це одне з небагатьох міст в Україні, яке в онлайні [Архівовано 26 травня 2019 у Wayback Machine.] демонструє засідання сесій, виконавчих комітетів, засідань та подій, використовуючи власні потужності. Також за Дрогобичем можна спостерігати в онлайні за допомогою вебкамер міста [Архівовано 4 серпня 2018 у Wayback Machine.].
Відтак, вже в 2017 році місто Дрогобич за рейтингом Transparency International Ukraine потрапив у десятку найбільш прозорих міст України. у Вересні 2017 року місто було приєднано до Міжнародної Хартії Відкритих Даних [Архівовано 31 травня 2019 у Wayback Machine.] (проект G8). В листопаді 2017 року в рейтингу Міністерства регіонального розвитку, будівництва та житлово-комунального господарства України, місто Дрогобич отримав відзнаку та перше місце, як краща практика місцевого самоврядування [Архівовано 4 лютого 2018 у Wayback Machine.] (завдяки проекту «Дрогобич — Smart City»). Про місто, як приклад, пишуть найбільші ЗМІ України [Архівовано 3 лютого 2018 у Wayback Machine.]. Ініціатори проекту Станіслав Гайдер та Володимир Кондзьолка продовжують розвивати екосистему міста, а також навчають інші громади як ставати «розумними».
2018 рік в інформаційно-комунікаційних технологіях став ще успішніший за 2017 рік. У міському ЦНАПі була впроваджена е-черга за отримання біометричних паспортів для виїзду закордон. Завдяки інструментам е-урядування передача в оренду комунального майна перейшла в онлайн [Архівовано 26 травня 2019 у Wayback Machine.] завдяки проекту Prozorro. Продажі, і це у перші місяці принесло місту економічний ефект. У Дрогобичі також запрацювала школа «Smart Citizen» [Архівовано 2 лютого 2019 у Wayback Machine.] де керівники проєкту «Дрогобич — Smart City» Станіслав Гайдер та Володимир Кондзьолка почали навчати школярів та студентів розумінню проектів e-dem та e-gov. Також у 2018 році Станіслав Гайдер анонсував перший в Україні проєкт на основі технології blockchain [Архівовано 2 лютого 2019 у Wayback Machine.] в закладах освіти міста (Запис дітей в перші класи, запис дітей в садок). Дана технологія унеможливлює фальсифікацію даних чи заміну їх. Всього ж у 2018 році проєкт «Дрогобич — Smart City» імплементував ще більше 10 нових проектів, які допомогли місту вийти на перше місце серед 100 найбільших міст України за рівнем прозорості[недоступне посилання з серпня 2019] (Transparent International Ukraine), отримати перемогу в номінації «Open Data City Award» на Міжнародному форумі Open Data Forum та ін.
Нині місто Дрогобич є зразком цифровий трансформації для України. За три роки місто зібрало всі можливі нагороди в проектах Smart City і стало дата-монстром України. [Архівовано 26 травня 2019 у Wayback Machine.]
Нагороди та відзнаки Дрогобича в проекті «Smart City»:
- Open Data Charter-2017 [Архівовано 31 травня 2019 у Wayback Machine.] —  приєднано місто Дрогобич до Міжнародної хартії відкритих даних.
- 2017 [Архівовано 4 лютого 2018 у Wayback Machine.] — Мінрегіон та Рада Європи - 1 місце, як краща практика місцевого самоврядування в Україні.
- 2018 — Transparent International Ukraine - 1 місце в рейтингу прозорості серед 100 найбільших міст України за 2017 рік (Поточний стан).
- 2018 [Архівовано 2 лютого 2019 у Wayback Machine.] — Open Data Award - Перемога в номінації «Open Data City Award».
- 2018 [Архівовано 2 лютого 2019 у Wayback Machine.] — Kyiv Smart City - Перемога в номінації «Відкрите місто року».
- 2018 — Мінрегіон та Рада Європи - 1 місце, як краща практика місцевого самоврядування в Україні.

- 2019 [Архівовано 26 травня 2019 у Wayback Machine.] — Рейтинг бюджетної прозорості «Кришталь року» - 1 місце (3 нагороди та 8 номінацій), а саме:
  - Головна нагорода — «Кришталь року»;
  - Основна нагорода — Найбільш інноваційні практики бюджетної прозорості в місті;
  - Спеціальна нагорода - Найбільш бюджетно-інформативний сайт.
- 2019 [Архівовано 7 березня 2019 у Wayback Machine.] — Transparent International Ukraine - 1 місце в рейтингу прозорості серед 100 найбільших міст України за 2018 рік.
- 2019 [Архівовано 26 травня 2019 у Wayback Machine.] — Перше місто в Україні, яке впровадило технологію blockchain в міському управлінні.
- 2019 [Архівовано 3 серпня 2020 у Wayback Machine.] — Цифровий український конгрес - 1 місце в рейтингу.
- 2019 — Kyiv Smart City - Перемога в номінації «Інноваційне та Відкрите місто року».
- 2020 [Архівовано 29 листопада 2020 у Wayback Machine.] — Transparent International Ukraine - 1 місце в рейтингу прозорості серед 100 найбільших міст України за 2019 рік.

### Транспорт

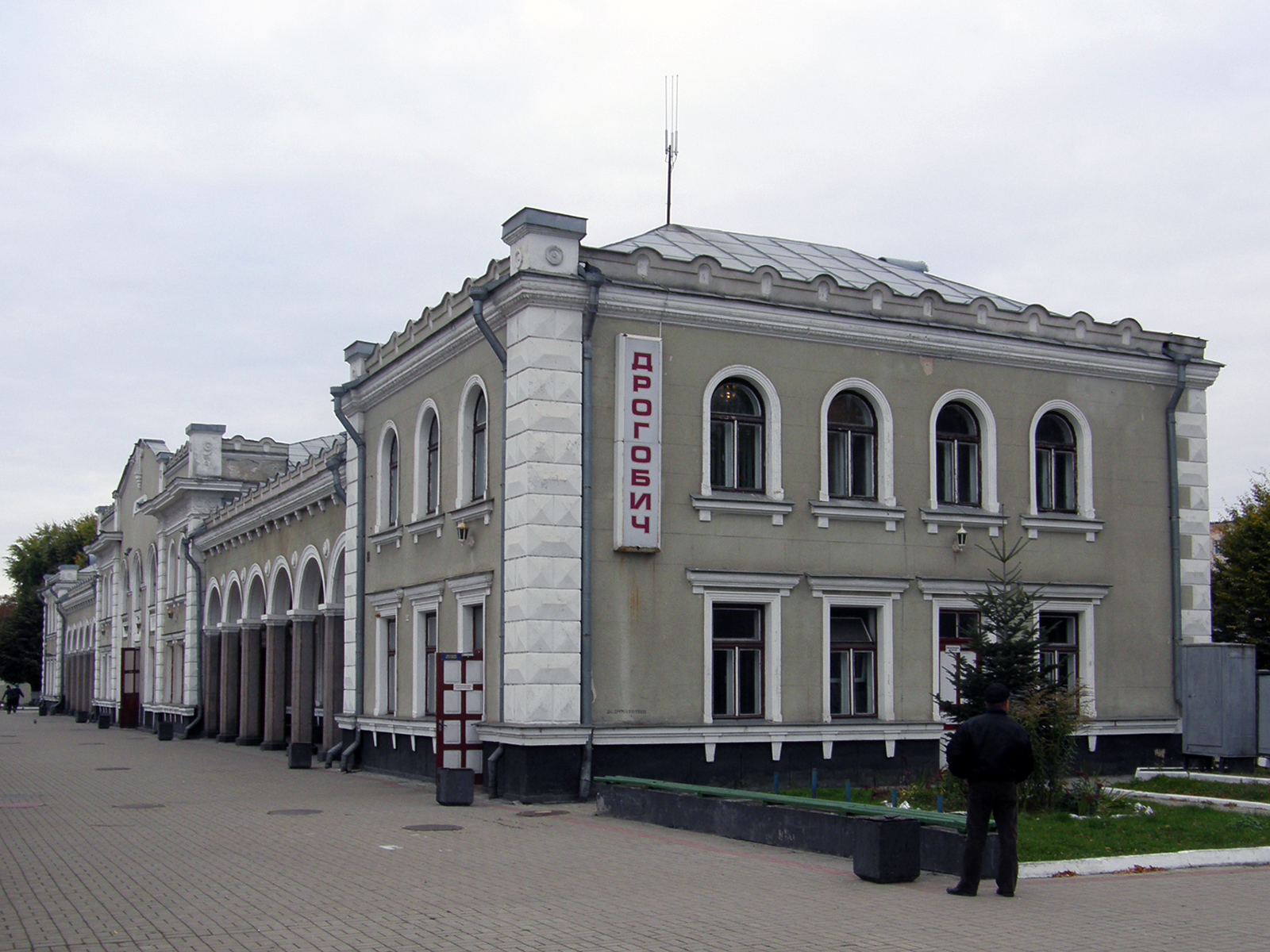
Залізничний вокзал Дрогобича. Вигляд з боку міста.

Дрогобицький пасажирський вокзал знаходиться у східній частині міста. Раніше існувала так звана «Мала станція», що на вулиці Бориславській, зараз вона знаходиться на території НПЗ№ 2. Через місто йдуть приміські електропоїзди Стрий-Самбір, Львів-Трускавець та пасажирські поїзди далекого сполучення Трускавець-Київ, Трускавець-Дніпро. Залізничне сполучення між Дрогобичем та Бориславом існувало з часів Австро-Угорщини до 1950-х років. В 1994 році було відновлено рух приміського потяга цим маршрутом, але 9 грудня 2003 року Львівська залізниця з економічних причини скасувала рух поїзда Дрогобич-Борислав. Колись планувалося навіть трамвайне сполучення між вокзалом на вул. Стрийській («великою станцією») та вокзалом на вул. Бориславській, але ці плани залишились у минулому. Також у місті є автобусна станція Дрогобич 2., і міжнародний автовокзал на пл. Злуки 1, який сполучає Дрогобич з містами Прага, Плзень, Карлові Вари, Перемишль, Варшава, Гданськ, Москва а також міжобласні рейси в міста Київ, Рівне, Чернівці, Хмельницький, Івано-Франківськ, Тернопіль, Кам'янець-Подільський, Чортків, Бережани, Луцьк, Ковель, Тячів.
Також у місті існує аеропорт «Дрогобич». Наприкінці 1980 — на початку 1990 років, аеропорт проводив реконструкцію, розширення та збільшення до статусу Міжнародний, але цей план був заморожений. За часів президента В. Ющенка аеропорт хотіли реконструювати та переобладнати на вантажний міжнародний аеропорт так як Львівський, не справляється, цей проєкт також заморожений. З 2012 року, міжобласний аеропорт «Дрогобич» здійснює чартерні авіарейси, та приватні авіаперевезення на літаках, гвинтокрилах на замовлення.
Громадський транспорт Дрогобича складають автобуси, вартість проїзду в яких складає 5 грн. За радянських часів у місті курсували автобуси, проте у 1990-х роках вони були замінені, за рахунок збільшення кількості маршрутних таксі. Згідно з заявами міського голови міста Трускавець, у Дрогобичі планується ділянка міжміської тролейбусної лінії Дрогобич-Трускавець-Борислав-Східниця (ці плани виникли ще за радянських часів, згідно з планом розвитку Дрогобицької агломерації).

## Освіта

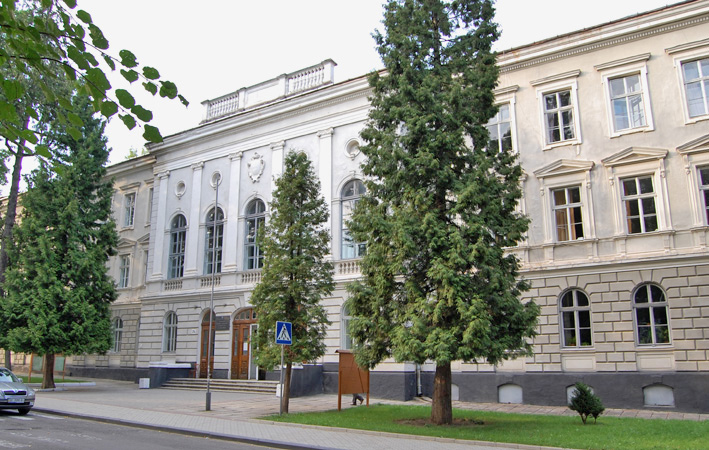
Дрогобицький державний педагогічний університет імені Івана Франка

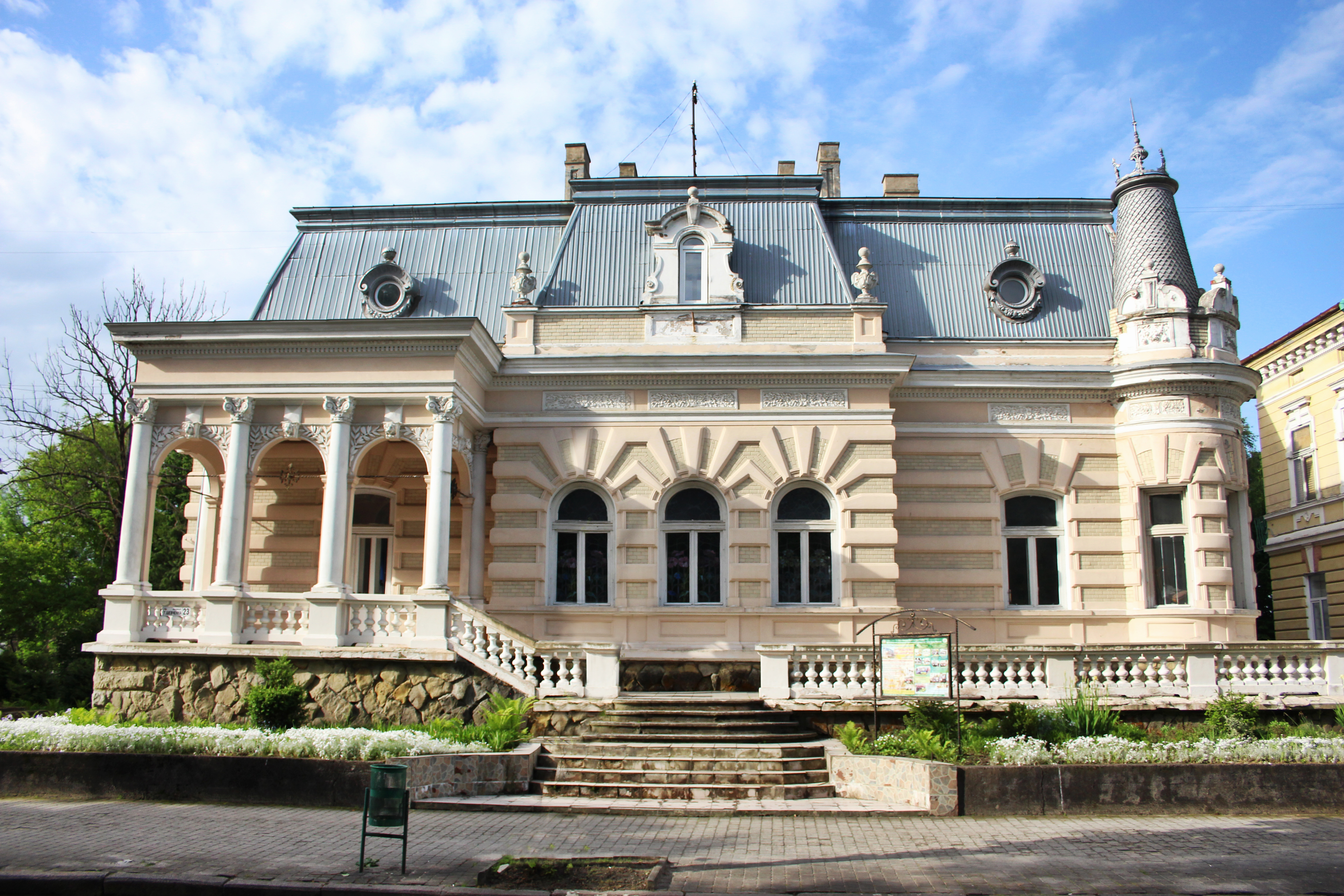
Дрогобицький державний педагогічний університет імені Івана Франка

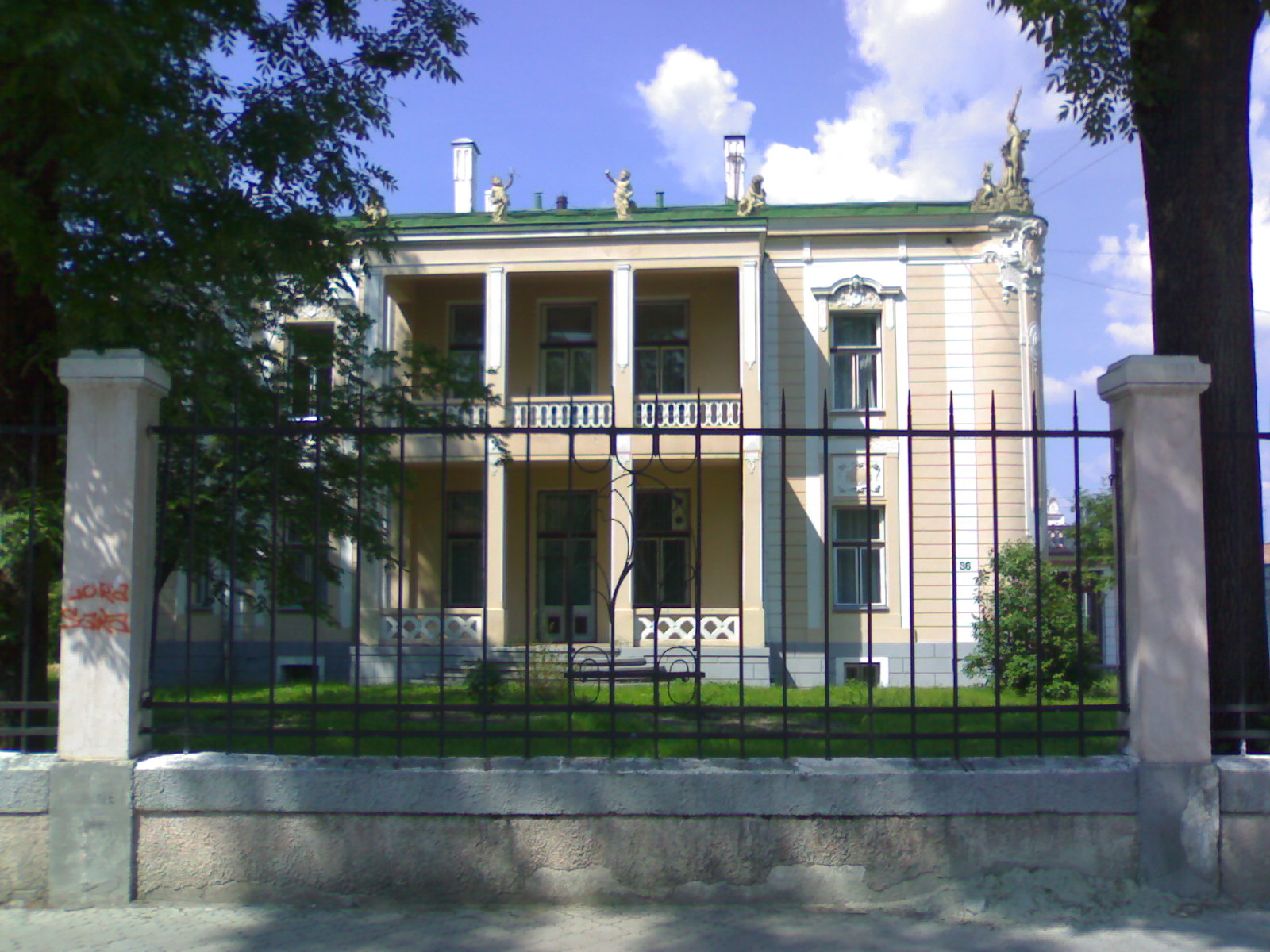
Історичний факультет Дрогобицького державного педагогічного університету імені Івана Франка

Дрогобич — значний освітній осередок Львівщини і держави — тут діють декілька вишів, серед яких педагогічний університет; духовна семінарія, 12 ліцеїв та гімназій, технікуми і коледжі, музичне і медичне училища, музичні та художні школи.
Загальноосвітні установи:
- Ліцей № 1 ім. Івана Франка
- Ліцей № 2
- Ліцей № 3 ім. В'ячеслава Чорновола
- Ліцей № 4 ім. Лесі Українки
- Ліцей № 16 ім. Юрія Дрогобича
- Дрогобицький ліцей[49]
- Ліцей ім. Богдана Лепкого
- Гімназія № 5 ім. Героя України генерал-майора Сергія Кульчицького
- Гімназія № 8
- Гімназія № 9 ім. Героїв Крут
- Гімназія № 10 ім. Євгена Коновальця
- Гімназія № 14
- Гімназія № 17

Позашкільні освітні заклади:
- Дитячо-юнацька спортивна школа ім. Івана Боберського
- Дитяча художня школа № 1; № 2
- Дитячі музичні школа № 1; № 2
- Студія іконопису

Спеціальні навчальні заклади міста
- Дрогобицька духовна семінарія блаженних священномучеників Северина, Віталія та Якима УГКЦ[50]
- Дрогобицький механіко-технологічний коледж
- Дрогобицький коледж нафти і газу
- ВПТУ № 19
- ППЛ № 15
- Музичне училище ім. Барвінського
- Дрогобицький коледж статистики

'Заклади вищої освіти:
- Дрогобицький державний педагогічний університет імені Івана Франка[51]:
  - Факультет фізики, математики, економіки та інноваційних технологій
  - Факультет української та іноземної філології
  - Факультет історії, педагогіки та психології
  - Факультет початкової освіти та мистецтва
  - Факультет здоров'я людини та природничих наук
  - Центр післядипломної освіти та доуніверситетської підготовки
- Дрогобицький проектний інститут

Філії вишів:
- Дрогобицька філія Вінницького проектного інституту
- Дрогобицька філія Тернопільського економічного університету
- Дрогобицька філія університету «Львівська політехніка»

## Природоохоронні об'єкти

### Дендрологічний парк
- Екопарк студентський

### Парки-пам'ятки садово-паркового мистецтва
- Парк XIX ст.
- Парк ім. генерала Васильєва (Парк культури та відпочинку)
- Парк імені Богдана Хмельницького

### Пам'ятки природи
- Бук червонолистий
- Бук червонолистий (2 екз.)
- Гінкго
- Група магнолій
- Група сріблястих смерек
- Група тисів (4 екз.)
- Група туй західних (7 екз.)
- Магнолія китайська
- Оцтове дерево

#### Інше
- Урочище Когутик

## Культура і ЗМІ
Дрогобич є важливим культурним осередком Львівщини — тут діють численні музеї, зокрема під егідою краєзнавчого «Дрогобиччина», театри, кінотеатри, філармонія, міський і районний Народні доми, будинки культури, бібліотеки, театральні студії тощо.
З початку 2015 року у місті діє Літературний клуб "Pro Patria!"

### Заклади культури
- Ансамбль «Верховина»,

Кінотеатр «Аврора», пізніше «Прометей». Сучасний вигляд

- Львівський обласний академічний музично-драматичний театр імені Юрія Дрогобича[52] — має понад 70-річну історію;
- Міська філармонія;
- Міський народний дім імені І. Я. Франка;
- Районний народний дім;
- 9 бібліотек;
- будинки культури при підприємствах міста.

Наприкінці 2010 року в Дрогобичі не було жодного кінотеатру, у єдиному вцілілому приміщенні кінотеатру «Прометей», що на той час перебувало в аварійному стані, демонстрацію кінофільмів припинили ще на початку 1990-х років, а відтак будівлю використовували не за призначенням (переважно здавали в оренду під ресторан, меблевий салон та гральні заклади). Ще на початку 2008 року справа з приватизацією цієї будівлі спричинила великий скандал у місті, що навіть потягнуло за собою відставку чинного на той час міського голови.. Приміщення кінотеатру було продане, і станом на травень 2012 року тривала його реконструкція. Колишній кінотеатр «Аврора»/«Прометей» має тепер статус Товариства з обмеженою відповідальністю «Кіноконцертний комплекс „Прометей“». Нині тут знаходиться торговий центр та фітнес-клуб «Прометей».
Станом, на січень 2019 року, у Дрогобичі працює два кінотеатри. Один з них — кінотеатр «Злата PLUS» (демонстрація фільмів у 2D та 3D-форматах) та знаходиться на вул. Лесі Українки, 8/1 (3 пов.), а другий — кінотеатр «Прем'єра» (демонстрація фільмів у 2D-форматі) та знаходиться на третьому поверсі ТЦ «Стєкляшка» (біля фонтану).

### Музеї
Дрогобицькі музеї:

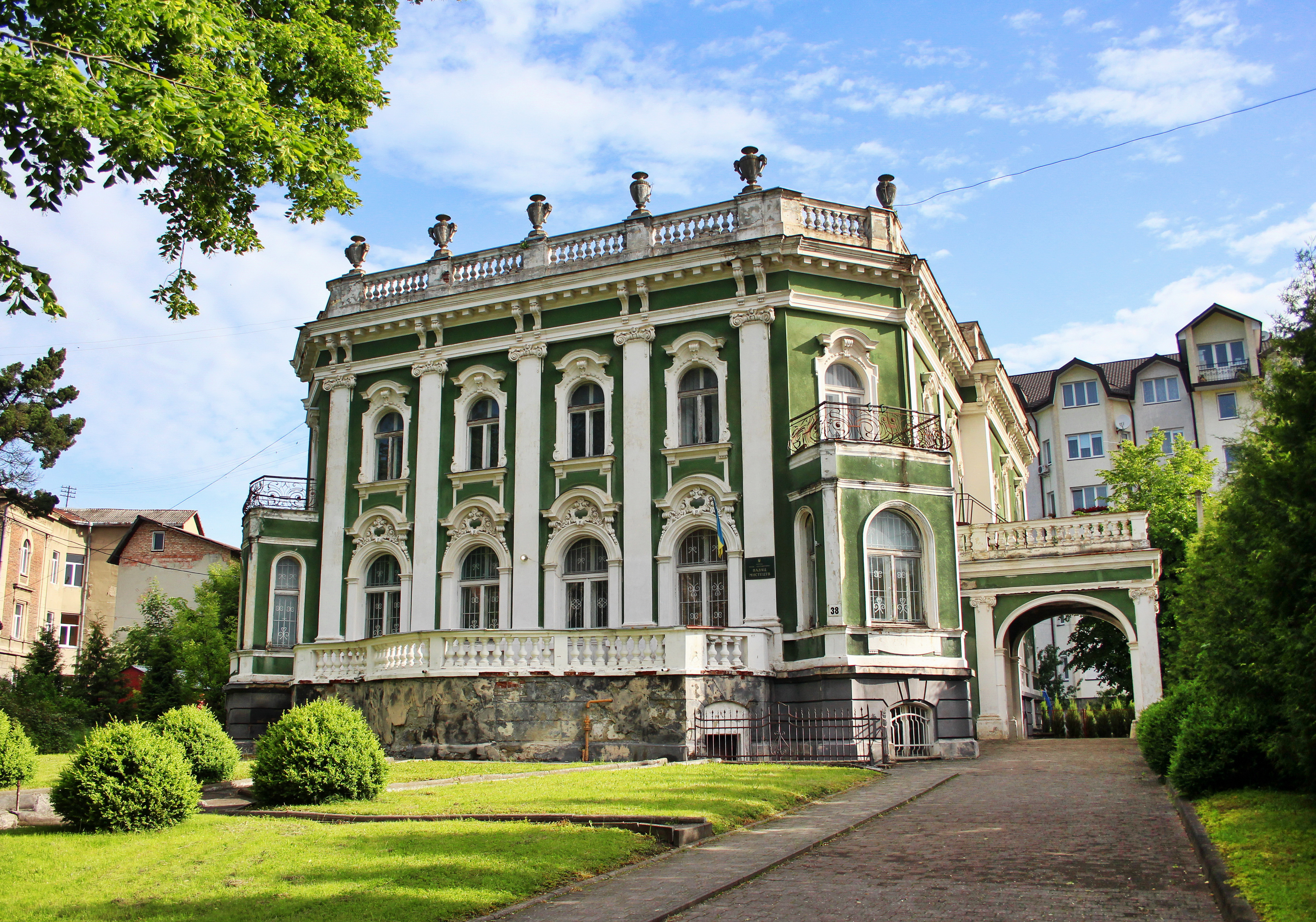
Дрогобицький Палац мистецтв

- Краєзнавчий музей «Дрогобиччина» — центральний і найбільший музейний заклад міста; створений у травні 1940 року нині має 7 відділів, експозиції розгорнуто у 58 залах, які розміщені у 6 будівлях. Зокрема, до відділів музею належать:
  - Відділ природи та історії;
  - Дрогобицька картинна галерея;
  - Палац мистецтв;
  - пам'ятки дерев'яної архітектури кінця XV — початку XVII ст.ст. — церкви-музеї св. Юра і Воздвиження Чесного Хреста.
- Музей Бруно Шульца — відкритий 2003 року у колишньому вчительському кабінеті всесвітньо відомого польського письменника і художника єврейського походження Бруно Шульца в приміщенні педагогічного університету з ініціативи першого керівника Полоністичного науково-інформаційного центру Ігоря Менька (1972—2005)[58].

### Парки і сквери
У Дрогобичі чимало зелених зон, особливо в середмісті. До головних міських парків — улюблених зон прогулянок і відпочинку дрогобичан і гостей міста відносяться:
- Замкова гора.
- Парк імені Степана Бандери.
 1 березня 2024 року у парку імені Степана Бендери відкрили Алею пам'яті, присвячену загиблим захисникам України. Алею пам'яті являє собою металеву арку-тунель, на внутрішніх стінах якої розміщені портрети загиблих військовослужбовців з короткою інформацією про них. Окрім цього під портретами є також та QR-коди, які ведуть на сторінку воїнів у Електронному пантеоні Героїв. Загалом на Алеї розмістили портрети 129 захисників. Дизайн арки розробила художниця Христина Соломчак, дружина загиблого військового Руслана Сіксоя (Ультраса). Всю металеву конструкцію виготовив на власній кузні ветеран російсько-української війни Леонід Федевич, спільно з синами[59].
- Парк Новонароджених
- Парк імені Богдана Хмельницького
- Парк імені генерала Васильєва (Парк культури та відпочинку)
- Парк XIX ст.

### ЗМІ
У Дрогобичі виходить друком 8 газет, зокрема «Вільне слово», «Галицька зоря», «Гомін Галичини», «Дрогобицькі оголошення», «Каменярі», «Тустань», «Фортуна», функціонують 7 видавництв. З 2001 року видається громадська правозахисна газета «Нові Горизонти» (колективний член Української асоціації видавців періодичної преси), засновник Асоціація "Нові Горизонти", АНГ ( президент Олександр Магльона).
У місті працюють телерадіомовна компанія України «Алсет» (пл. Ринок, 13), народний контроль «Дрогобичинна», місцева радіостанція «Франкова земля», а також FM радіостанція Твоє радіо 101.4 FM (вул. Коновальця, 7) з площею покриття Дрогобич, Трускавець, Стебник, Борислав та регіон.

### Фестивалі
17 квітня 2012 року в місті пройшла «Велика Гаївка», участь в якій взяли, як мінімум, 5 583 учасники. Досягнення зафіксовано представниками «Книги рекордів України».
20 травня 2012 року у Дрогобичі відбувся фестиваль Вишиванка-фест 2012. Ініціатором проведення фестивалю стала молодіжна громадська організація «Український молодіжний прорив». Під час фестивалю було проведено парад вишиванок, виставки, майстер-класи, виступи етно- та рок-колективів.

Фестиваль «Бруно Шульца»,, ФРАНКО-FEST, Фестиваль електронної музики «Drogobuch DRIFE FESTIVAL».

## Спорт
Після Першої світової війни на польсько-української війни 1918—1919 у 1920-х роках спортивне життя починає відроджуватися. 1922 року польська громада заснувала «Польський клуб спортовий» (Polski klub sportowy), а 1923 року українці створили Туристично-Спортове Товариство «Підгір'я».

### Футбол у Дрогобичі
Вагому роль в історії спорту міста відігравав футбол. Організовані клуби почали виникати ще в період Австро-Угорської імперії, а перший задокументований матч відбувся 12 червня 1910 року, коли дрогобицька «Аттика» поступилася стрийській «Поґоні»-5 — 0:13.
Перший міжнародний футбольний матч відбувся в Дрогобичі 6 червня 1936 року, коли місцевий «Юнак» програв дебреценському «Бочкаї» 1:8. Чотири рази дрогобицькі команди ставали переможцями чемпіонатів Львівщини — «Юнак», «Спартак», «Хімік» (двічі), а також дві команди брали участь у першостях СРСР та України — «Нафтовик», «Галичина». Загалом в Дрогобичі існувало чи існує не менше декількох десятків футбольних колективів:
- Поґонь (1909—1912)
- Аттіка (1910)
- Маратон (1911)
- Чарні/Юнак (1922—1939)
- Підгір'я (1922-1944)
- Ватра (1934—1944)
- Бейтар (1920-ті-1939)
- Ґражина (1920-ті)
- Колеяж (1920-ті)
- Орли (1920-ті)
- Польмін (1920-ті-1930-ті)
- Сокіл (1930-ті)
- Сокул (1920-ті)
- Тисмениця (1920-ті)
- Т.U.R. (1920-1930-ті)
- Штерн (1920-1930-ті)
- Спартак (1940-1960-ті)
- Динамо (1940-1950-ті ?)
- Нафтовик (1940—1970)
- Долотник (1960-ті-2000-ні)
- Торпедо (1970-ті)
- Автомобіліст (1974-1977)
- Хімік (1950-ті-1982)
- Авангард (1983-1989)
- Галичина (з 1989)
- СтаР

Найвідомішими вихованцями дрогобицького футболу були Лев Броварський (володар Кубка СРСР 1969 р. у складі львівських «Карпат»), Остап Савка (півфіналіст Кубка СРСР 1968 р. у складі донецького «Шахтаря», та 1972 р. у складі львівських «Карпат»), Карл-Степан Данилюк (учасник розіграшу КУбка СРСР у складі київського «Динамо»), Сергій Райко (півфіналіст Кубка СРСР 1987 р. у складі сімферопольської «Таврії»), Юрій Самошкін (зіграв декілька ігор у вищій лізі чемпіонату СРСР в складі одеського «Чорноморця»), Ігор Височанський (грав за луцьку «Волинь»), Зеновій Угрин (грав у вищій лізі чемпіонату СРСР в складі ростовського СКА), Богдан Єсип (гравець юнацьких та молодіжної збірної України), Мар'ян Марущак (гравець юнацьких та молодіжної збірної України). У складі дрогобицьких колективів виступала величезна кількість відомих футболістів, у тому числі гравці збірної Польщі (Болеслав Йозеф Габовскі) та України (Андрій Василитчук, Борис Фінкель).

## Архітектура

### Культові споруди
Дрогобич надзвичайно багатий на історико-архітектурні пам'ятки:
- Церква св. Юра (вул. Солоний Ставок, 23) — пам'ятка сакральної архітектури національного значення; нині музей-відділ краєзнавчого музею «Дрогобиччина». Дерев'яна тридільна (тризрубна), споруджена у стилі українського Відродження в XVI—XVII століттях в селі Надіїв, в 1657 році перевезена до Дрогобича. В інтер'єрі іконостас 1659 року та розписи XVII століття. Розпочато процес оформлення документів на її внесення до списку Світової спадщини ЮНЕСКО.
- Дзвіниця церкви св. Юра (вул. Солоний Ставок, 23) — пам'ятка архітектури національного значення. Збудована у 1670 році, перебудована у 1678–1711 роках. Дерев'яна, квадратна в плані, чотириярусна, з опасанням навколо першого ярусу, чотиригранною галереєю навколо третього та восьмигранною галереєю навколо четвертого ярусу, завершена бароковою банею. В формах дзвіниці суміщені риси оборонних дерев'яних башт та культової архітектури.
- Церква Воздвиження Чесного Хреста (вул. Зварицька, 7) — пам'ятка архітектури національного значення. Збудована 1613 року, дерев'яна, взірець сакральної архітектури українського Відродження;
- Дзвіниця церкви Здвиження Чесного Хреста (вул. Зварицька,7) — пам'ятка архітектури національного значення. Зведена 1661 року. Дерев'яна, квадратова в плані.
- Костел св. Варфоломія (пл. Замкова гора) — пам'ятка архітектури національного значення. Спорудження відноситься до кінця XIV — початку XVI століть. Готичний костел заснований, як форпост феодальної Польщі на землях Галицько-Волинського князівства. Збудований на місці терему княжого воєводи.
- Дзвіниця костелу св. Варфоломія (вул. Данила Галицького) — пам'ятка архітектури національного значення. Зведення датується кінцем XIII століття — початком XV століття. Відтак, це найстаріша споруда міста. Первісно служила оборонною вежею замку руського воєводи, із побудовою поряд костелу св. Варфоломія — дзвіницею.
- Монастир св. Петра та Павла (вул. Стрийська, 1) — величний василіянський монастир, зведення якого датується 1825—1828 роками (освячення — 1831 рік); одна з найрозкішніших культових споруд міста і країни в цілому.
- Церква св. Трійці (вул. Трускавецька, 2) — пам'ятка архітектури місцевого значення. Церква є мурованою, датується XVII—XIX століттями. Нині це катедральний собор (катедра) Пресвятої Трійці УГКЦ[67].
- Церква св. Параскеви (дерев.)
- Хоральна синагога — будувалась у 1842—1865 роки у єврейському передмісті Дрогобича „Лан“; нині відреставрована, діюча на свята синагога.

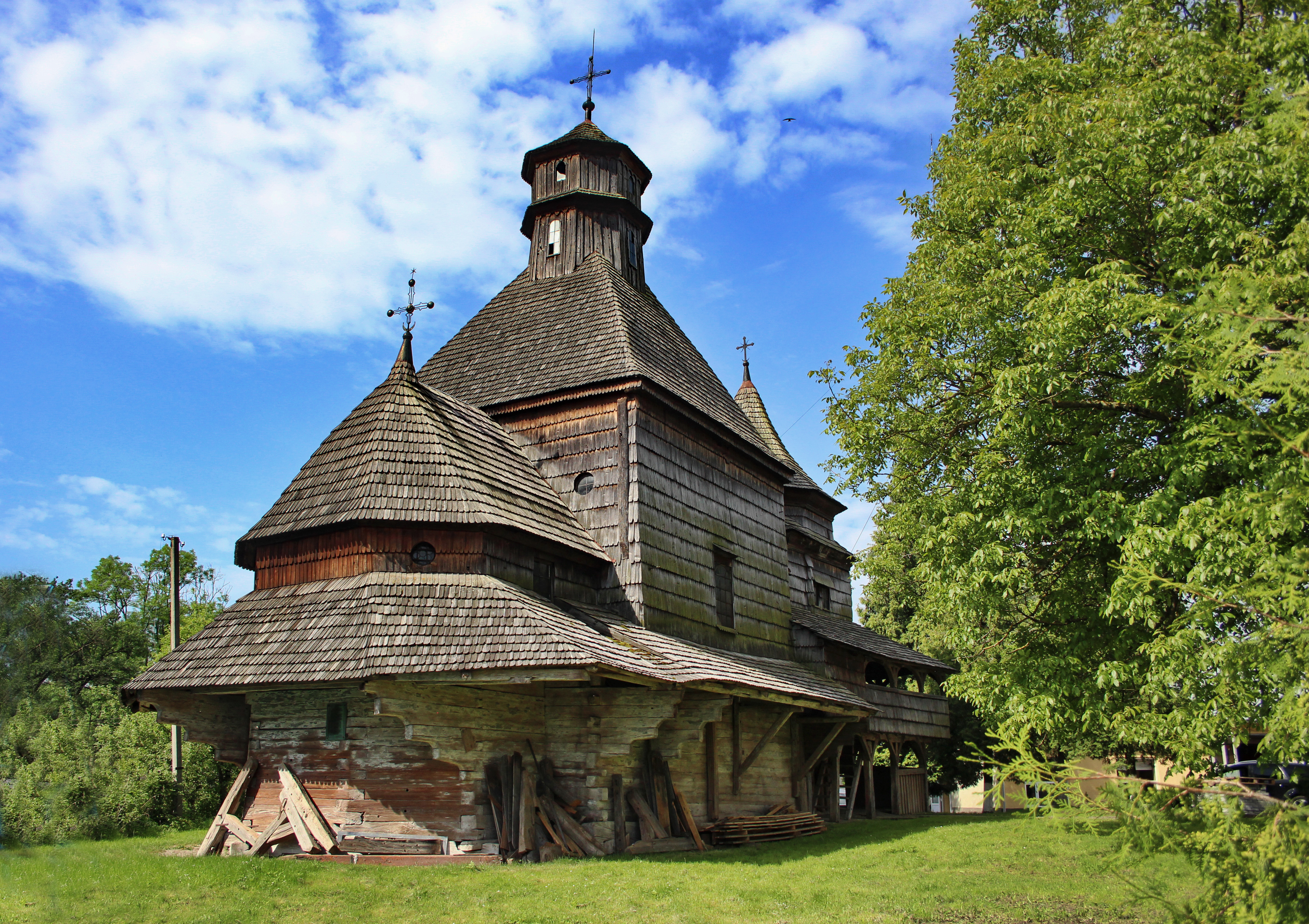
Церква Воздвиження Чесного Хреста XVI ст.
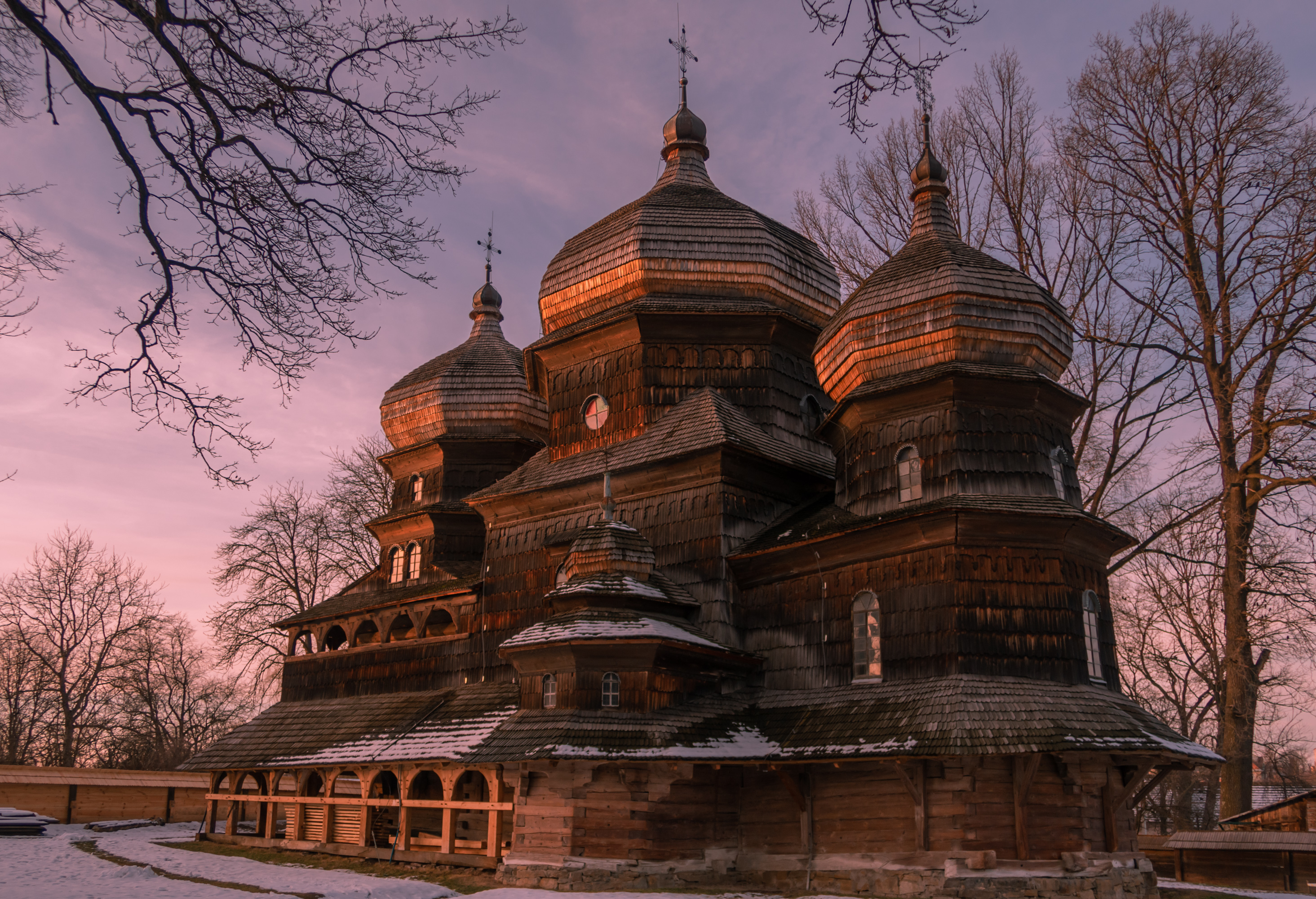
Церква святого Юра
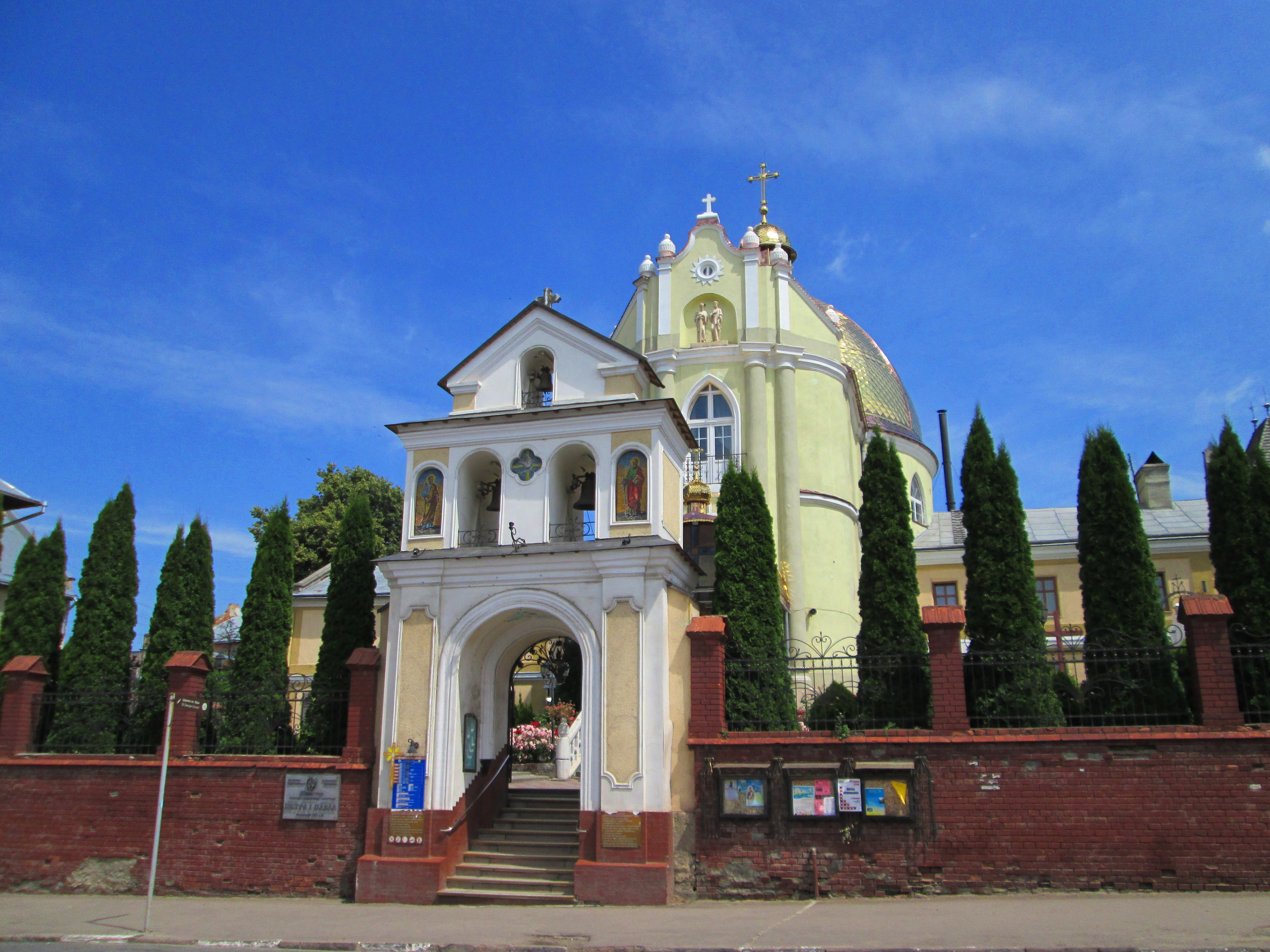
Церква Петра і Павла
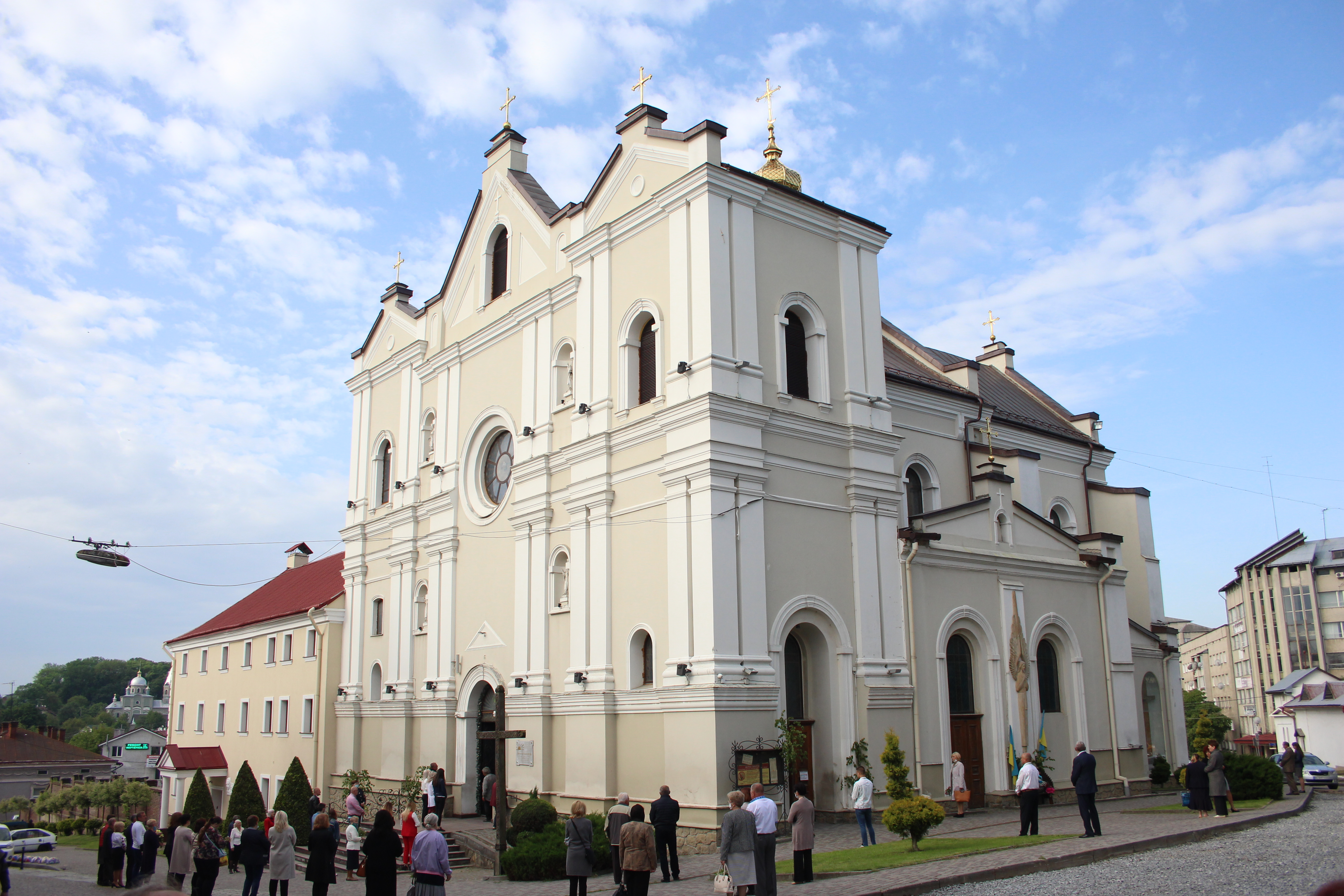
Катедральний собор Пресвятої Трійці
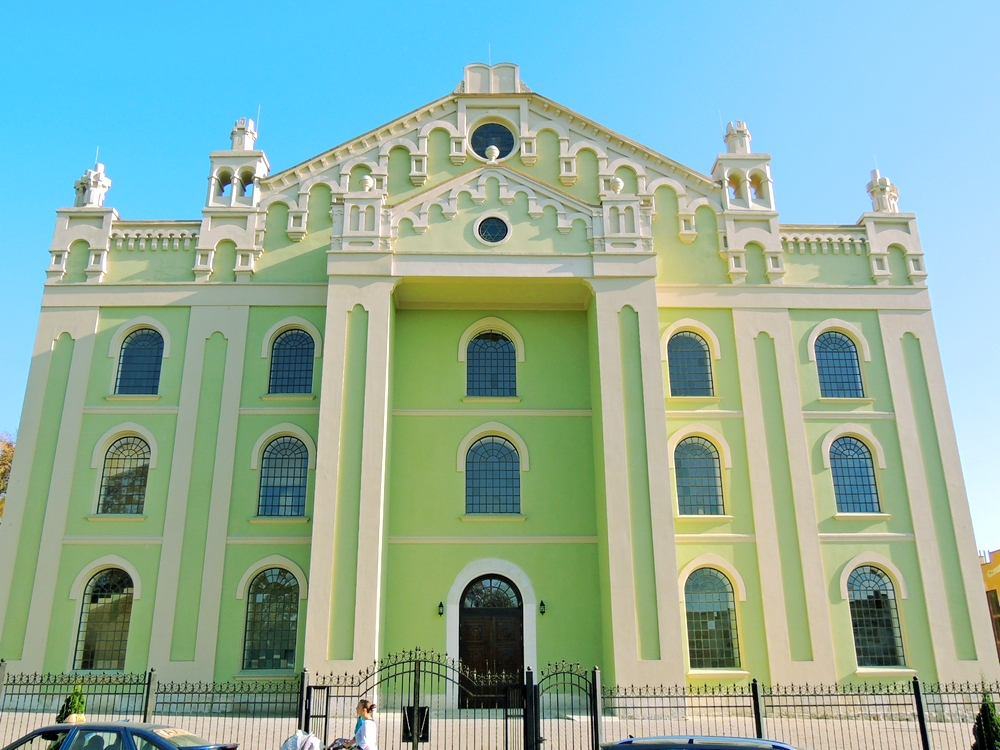
Хоральна синагога

### Сучасна архітектура
- Готель «Тустань» (вул. Миколи Лисенка)
- Постмодерніський будинок (вул. Миколи Лисенка, 7)
- Нова частина мікрорайону Коновальця
- Ліцей № 16 імені Юрія Дрогобича (вул. Михайла Грушевського, 136)
- Вічний вогонь (вул. Самбірська) (демонтовано)

### Пам'ятки
- Міська ратуша (пл. Ринок, 1) — так звана нова ратуша, зведення якої за проектом архітектора Мар'яна Нікодемовича відноситься до 1920-х років. Споруда прикметна своєю вежею, що добре проглядається звідусіль у середмісті. Як і раніше, тут міститься місцевий орган самоврядування — Дрогобицька міська рада.
- Шпихлір (житниця) (вул. Грушевського, 16) — пам'ятка архітектури національного значення, споруджена в стилі бароко. Споруджений у 1778 році. Це — цегляна споруда, накрита гонтом, служила раніше зерносховищем.
- Комплекс споруд Дрогобицького солеварного заводу XIII—XX століть.
- Вілла Б'янки — палац, що знаходиться на вулиці Шевченка, 38. В ньому розташувалася дрогобицька художня галерея.

### Пам'ятники
У Дрогобичі значне число пам'ятників, що вшановують діячів національної історії, науки та культури — Тарасові Шевченку, Іванові Франку, Василю Стефанику, Юрію Дрогобичу, Степанові Бандері, В'ячеславові Чорноволу. Є пам'ятник-погруддя (імовірно, найстаріший у місті — 1892) Адаму Міцкевичу. Є також пам'ятник Папі Римському Івану Павлу II, встановлений у 2007 році. Релігійне спрямування має й пам'ятний знак на честь 2000-ліття Різдва Христового. У місті зберігають у вигляді меморіалів та пам'ятних знаків про трагічні події історії XX століття — могила жертв репресій, пам'ятний знак на честь земляків, які загинули в Афганістані, поховання радянських воїнів, загиблих під час Другої світової війни (меморіал Слави).
Більшість міських пам'ятників були встановлені у Дрогобичі вже за незалежності України (від 1991 року).
Міська влада Дрогобича вирішили перенести погруддя письменника Василя Стефаника, що розташоване у центрі міста біля Катедрального собору Пресвятої Трійці. На його місці планують встановити пам'ятник одному із митрополитів УГКЦ: Любомиру Гузару або Андрею Шептицькому. Нещодавно у місті провели громадські консультації, на яких 52 мешканці визначили дві локації у центрі міста для перенесення погруддя письменника: вул. Ярослава Осмомисла, 10 (біля Будинку вчителя) та вул. Тараса Шевченка, 10 (на розі біля музичної школи). За словами міського голови Тараса Кучми, остаточну локацію для погруддя Стефаника незабаром оберуть місцеві архітектори.

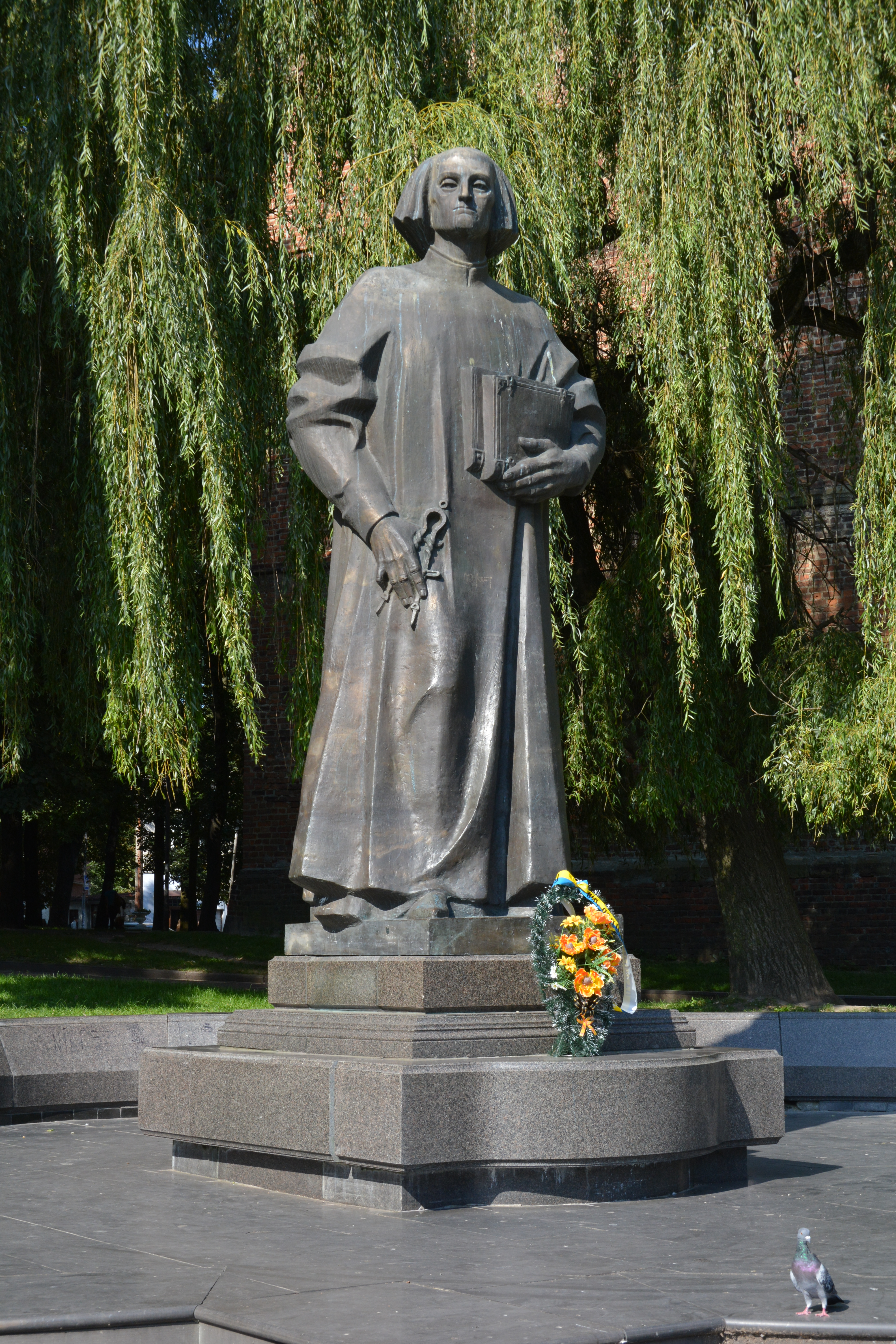
Пам'ятник Юрію Дрогобичу
Пам'ятник Степанові Бандері
Пам'ятник Іванові Франку
Пам'ятник Тарасові Шевченку
Пам'ятник В'ячеславові Чорноволу
Пам'ятник Папі Римському Івану Павлу II
Пам'ятник Василеві Стефанику
Пам'ятник Адамові Міцкевичу

20 квітня 2022 року комунальні служби Дрогобича розпочали демонтаж комуністичної символіки Меморіалу слави «Кладовище радянських воїнів», відомого як «Вічний вогонь». Рішення про демонтаж Дрогобицька міська рада ухвалила ще 2021 року після громадських обговорень, та його не виконували, тому що на місці радянського пам'ятника могли бути людські останки..

## Міста-побратими
- Банська Бистриця, Словаччина[70]
- Баффало, США[70]
- Битом, Республіка Польща (5 грудня 2011)[70]
- Дембиця, Республіка Польща[71]
- Демблін, Республіка Польща (2001)[70]
- Легниця, Республіка Польща (1998)[70]
- Липик, Хорватія (2 жовтня 2010)[70]
- Маскатін, США[70]
- Мишковський повіт, Республіка Польща[70]
- Олецько, Республіка Польща (12 січня 2005)
- Остшешовський повіт, Республіка Польща (2006)[70]
- Смілтене, Латвія[70]
- Сянок, Республіка Польща (вересень 2007)[70][72]
- Ґміна Неліш, Республіка Польща (2 березня 2011)[70]
- Ґміна Олецько, Республіка Польща (12 січня 2005)[70]

## Відомі люди

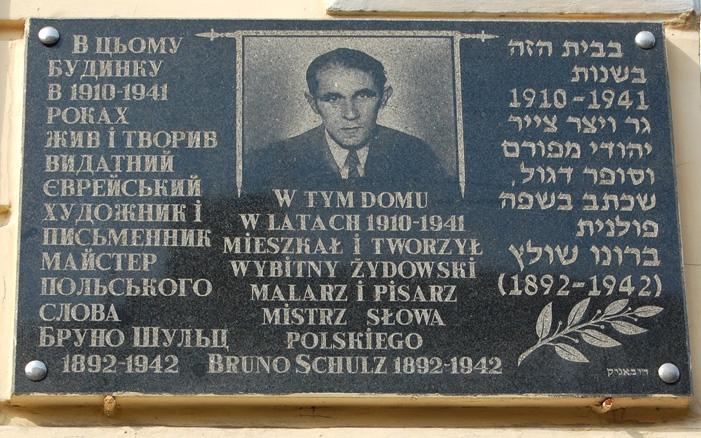
Меморіальна дошка на будинку по вул. Беднарській, де жив Бруно Шульц

Велику частину свого життя у Дрогобичі прожив великий український поет і письменник Іван Франко. Він навчався у дрогобицькій «нормальній школі». Враження від навчання у ній відбилися у Франкових оповіданнях, багато в чому автобіографічних: «Грицева шкільна наука», «Олівець» тощо. Своє навчання Іван Франко продовжив у місцевій гімназії.
У цій же колишній Дрогобицькій гімназії імені Франца Йосифа I (тепер педагогічний університет) вчителювали громадський діяч Володимир Бірчак, професор музики Анастазія Огроднік-Жилава. Гімназію закінчили: Василь Стефаник, Лесь Мартович, Стефан Ковалів, Осип Тур'янський, Володимир Бірчак, Іван Пулюй, О. Нижанківський, Григорій Коссак, Бруно Шульц, Михайло Матчак, Василь Шевчук, Микола Фриз.
У Дрогобичі народився Юрій Дрогобич (Котермак), перший українець — доктор медицини та філософії. Тут прожив усе своє життя Бруно Шульц — один із найвизначніших польських художників і письменників єврейського походження першої половини XX сторіччя. З історією Дрогобича пов'язані також біографії багатьох інших відомих людей: Корнила Устияновича, Модеста Менцінського, Андрія Мельника, Дмитра Грицая, Степана Витвицького.
Уродженці
- Елізабет Бергнер — акторка театру та кіно.
- Іван Борис — український промисловець.
- Андрій Валага — співак та музикант.
- Казимир Вежинський — польський поет.
- Віктор Вексельберг — російський підприємець єврейського походження, мільярдер.
- Маврикій Готтліб — єврейський маляр.
- Давид Горовіц — ізраїльський економіст.
- Юрій Дрогобич — український вчений епохи Відродження.
- Богдан Жеплинський (1929—2020) —  український науковець, інженер хімік-технолог, винахідник, бандурист, дослідник кобзарства, публіцист і громадський діяч.
- Григорій Коссак — український військовий та державний діяч.
- Володимир Кобільник — український військовий та громадський діяч.
- Іван Коссак — український військовий та громадський діяч, сотник Легіону УСС.
- Зенон Коссак — український військовий та громадський діяч, провідний член УВО і ОУН,
- Ефраїм Моше Лілієн — художник.
- Володимир Лукань — український художник.
- Фелікс Ляхович — художник, митець, маляр та різьбяр.
- Олег Пінчук — сучасний український скульптор.
- Ярослав Попович — український професійний велогонщик.
- Христина Соловій — українська співачка, автор-виконавець пісень.
- Паула Шаліт — польська композиторка та піаністка.
- Бруно Шульц — польський письменник та художник єврейського походження.
- Мордехай Рошвальд — письменник-фантаст єврейського походження.
- Всеволод Ченцов — український дипломат. Надзвичайний і Повноважний Посол України в Нідерландах (2017—2021). Представник України в Організації із заборони хімічної зброї (2017—2021).
- Андрій Якубув — адвокат та громадський діяч в Іспанії, представник української діаспори.
- Анджей Ян Хцюк (пол. Andrzej Jan Chciuk, англ. Andrew Soddell; 13 січня 1920, Дрогобич — 15 травня 1978, Мельбурн) — польський еміграційний письменник, поет, публіцист і журналіст.

Відомі особи пов'язані із Дрогобичем:
| - Іван Франко — видатний український поет, прозаїк, драматург, літературний критик, публіцист, перекладач, науковець, громадський і політичний діяч. - Василь Стефаник — український письменник, майстер експресіоністичної новели, громадський діяч, політик. - Леопольд Готтліб (1879—1934) художник, представник паризької школи - Людмила Алексієнко — мовознавець, педагог, засновниця лабораторії комп'ютерної лінгвістики в Київському національному університеті імені Тараса Шевченка - Володимир Байрак — український церковний діяч, ієромонах-василіянин, проповідник, місіонер, письменник. Блаженний священномученик Української греко-католицької церкви (Дрогобицький мученик). - Володимир Бірчак — український громадський та державний діяч, письменник, літературознавець. - Тимофій Бордуляк — український громадський та політичний діяч, голова Дрогобицької міськрайонної організації Товариства «Просвіта» імені Шевченка. - Лев Броварський — український і радянський футболіст і тренер. - Іван Верхратський — український галицький натураліст, педагог, мовознавець, письменник, громадський діяч, дослідник мови та фольклору лемків. - Степан Витвицький — український політичний діяч, правник, журналіст, член УНДП, 2-й Президент УНР у вигнанні. - Іван Грабовенський — отаман (майор) Української Галицької Армії, повітовий військовий комендант Дрогобича. - Дмитро Грицай-Перебийніс — генерал-хорунжий УПА. - Микола Гук — поет, журналіст, український громадський діяч, міський голова Дрогобича (2006—2010). - Мандик Жисі Хасман — в'язень Дрогобицького гетто, боєць УПА. - Галина Дубіль-Книш - Василь Іванишин — літератор, політолог, Провідник всеукраїнської організації «Тризуб» імені Степана Бандери - Іван Капало — командир сотні УПА «Пролом» в ТВ-12 «Климів». - Стефан Ковалів — український письменник. | - Мирослава Кот — українська вишивальниця, Заслужений майстер народної творчості України. - Василь Коцко — довголітній секретар Дрогобицького староства, посол Галицького сейму 2, 3-го скликань - Дмитро Кочиндик — посол Галицького сейму ІІ скликання, обраний від міста Дрогобича замість Яна Зиха - Ігор Курус — директор Міжнародного фонду Івана Франка. - Володимир Кушнір, український військовик. - Володимир Левинський — науковець, публіцист, філософ - Степан Любомирський (1921—1983) — український письменник-прозаїк. - Лесь Мартович — український письменник, правник і громадський діяч, доктор права. - Мар'ян Марущак — український футболіст, воротар. - Михайло Матчак — український військовий і політичний діяч (УСС, УВО), публіцист, книговидавець. Навчався у Дрогобицькій гімназії. - Андрій Мельник — український державний, військовий та політичний діяч. Полковник армії УНР, Голова Проводу Українських Націоналістів, другий голова ОУН (1938–1964). - Модест Менцинський — український оперний співак-тенор. - Остап Нижанківський — український композитор. - Ксенофонт Охримович — бурмістр Дрогобича. - Богдан П'юрко, український піаніст, диригент та педагог - Ігор Равицький — український режисер, Народний артист України (2000). - Олег Ушневич — Герой України, захисник Майдану. - Анджей Хцюк, польський письменник - Богдан Червак — український громадський і політичний діяч, історик, публіцист. - Іван Чмола — український військовий та педагогічний діяч у Галичині. - отець Василь Шевчук (Кадило) — капелан Української Повстанської Армії. |

### Дрогобицькі старости
.

## Картка дрогобичанина
У серпні 2020 року у Дрогобичі було запроваджено Картку дрогобичанина.

## Світлини

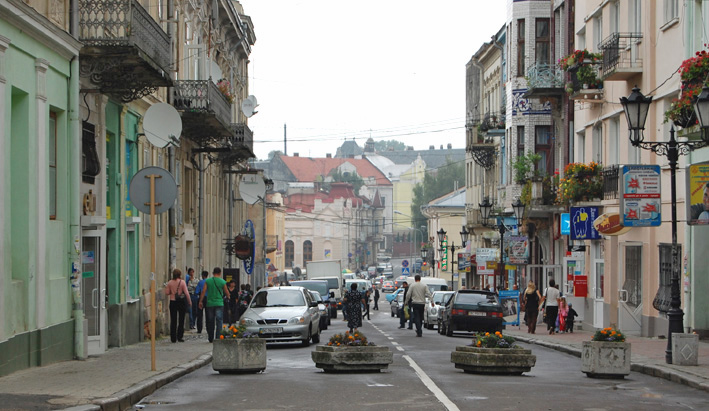
Вулиця Івана Мазепи (2008)
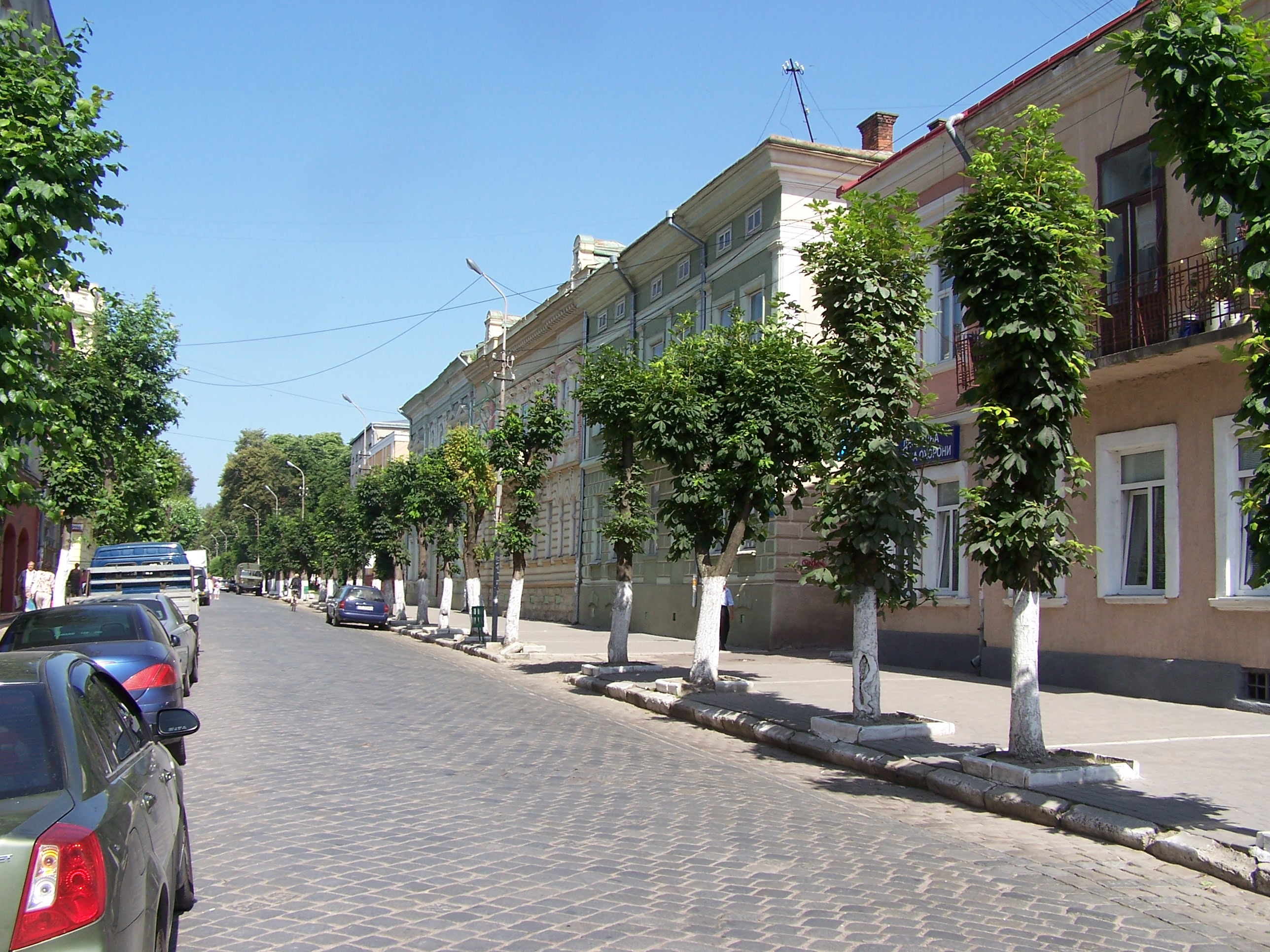
Вулиця Тараса Шевченка
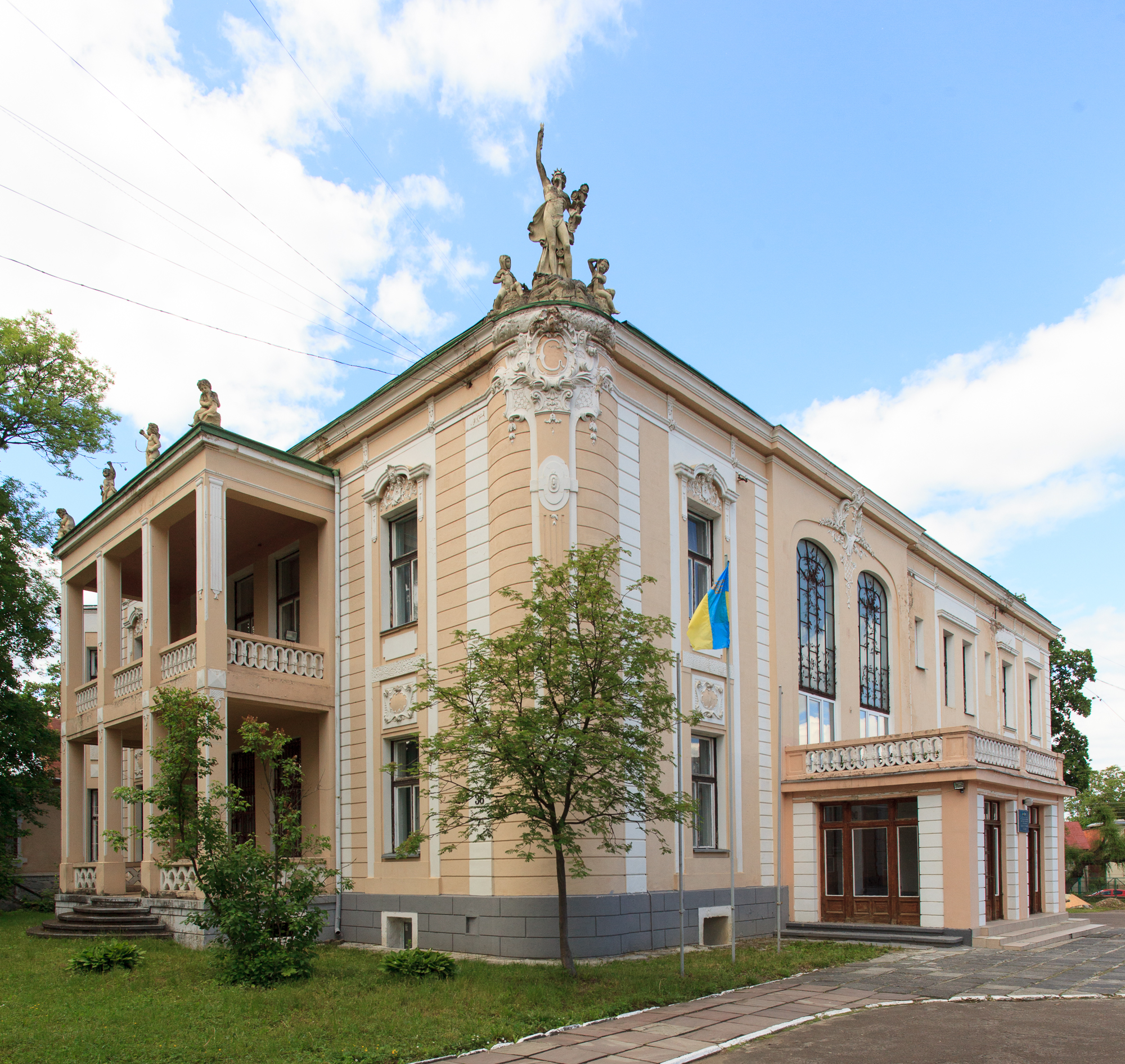
Будівля Історичного факультету ДДПУ імені Івана Франка
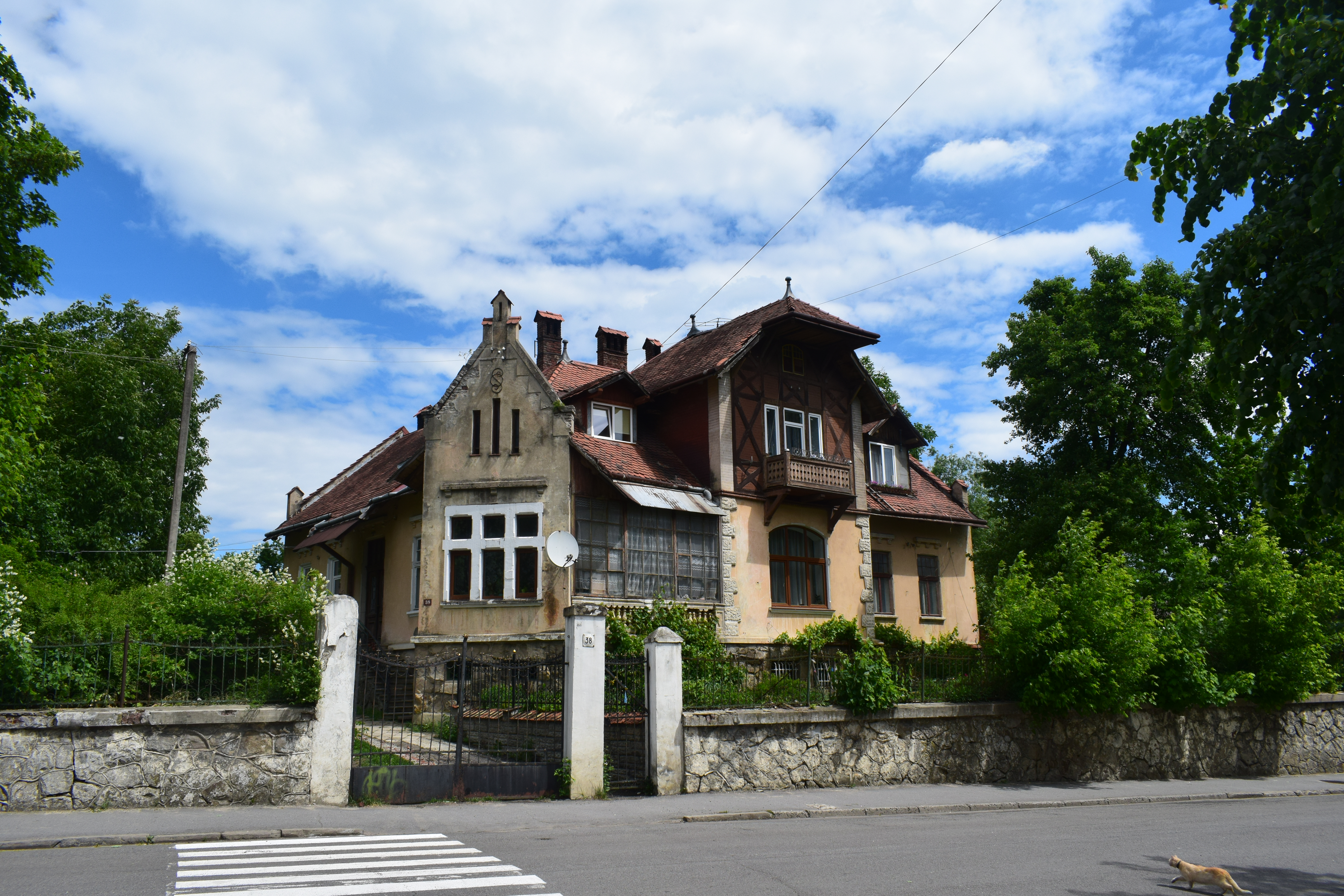
Вілла Гальпернів, вул. Лесі Українки, 38
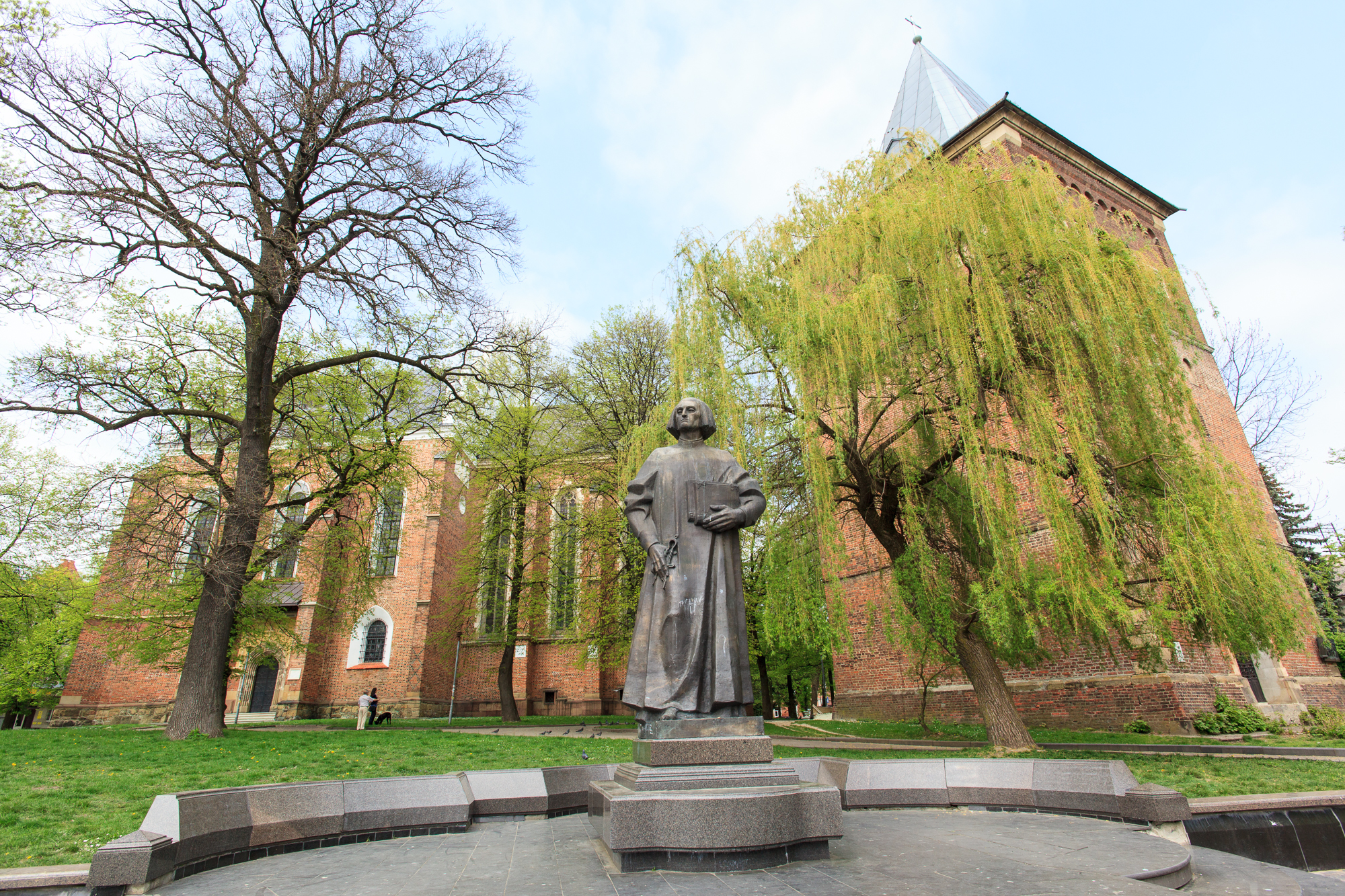
Пам'ятник Юрію Дрогобичу
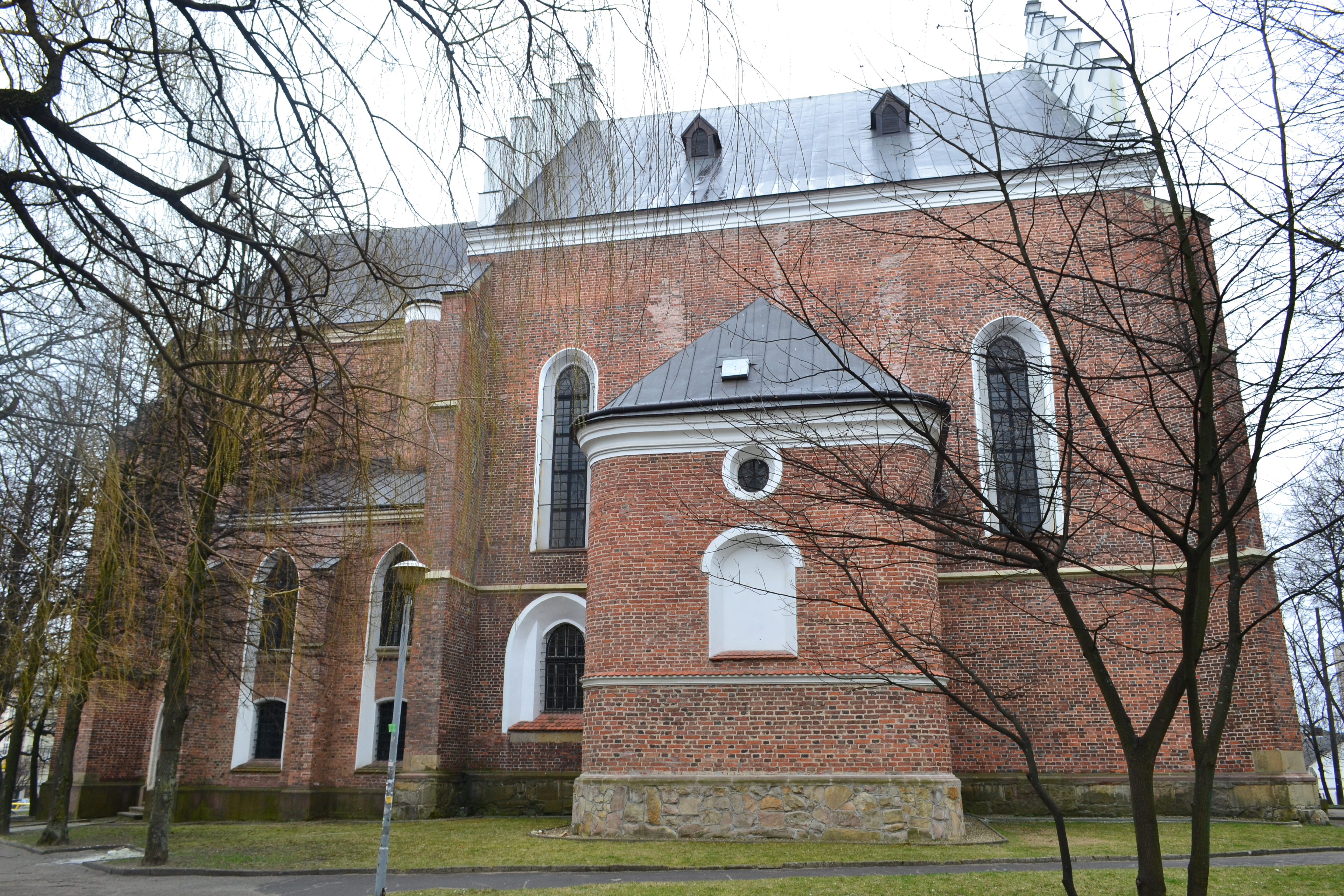
Костел святого Варфоломія
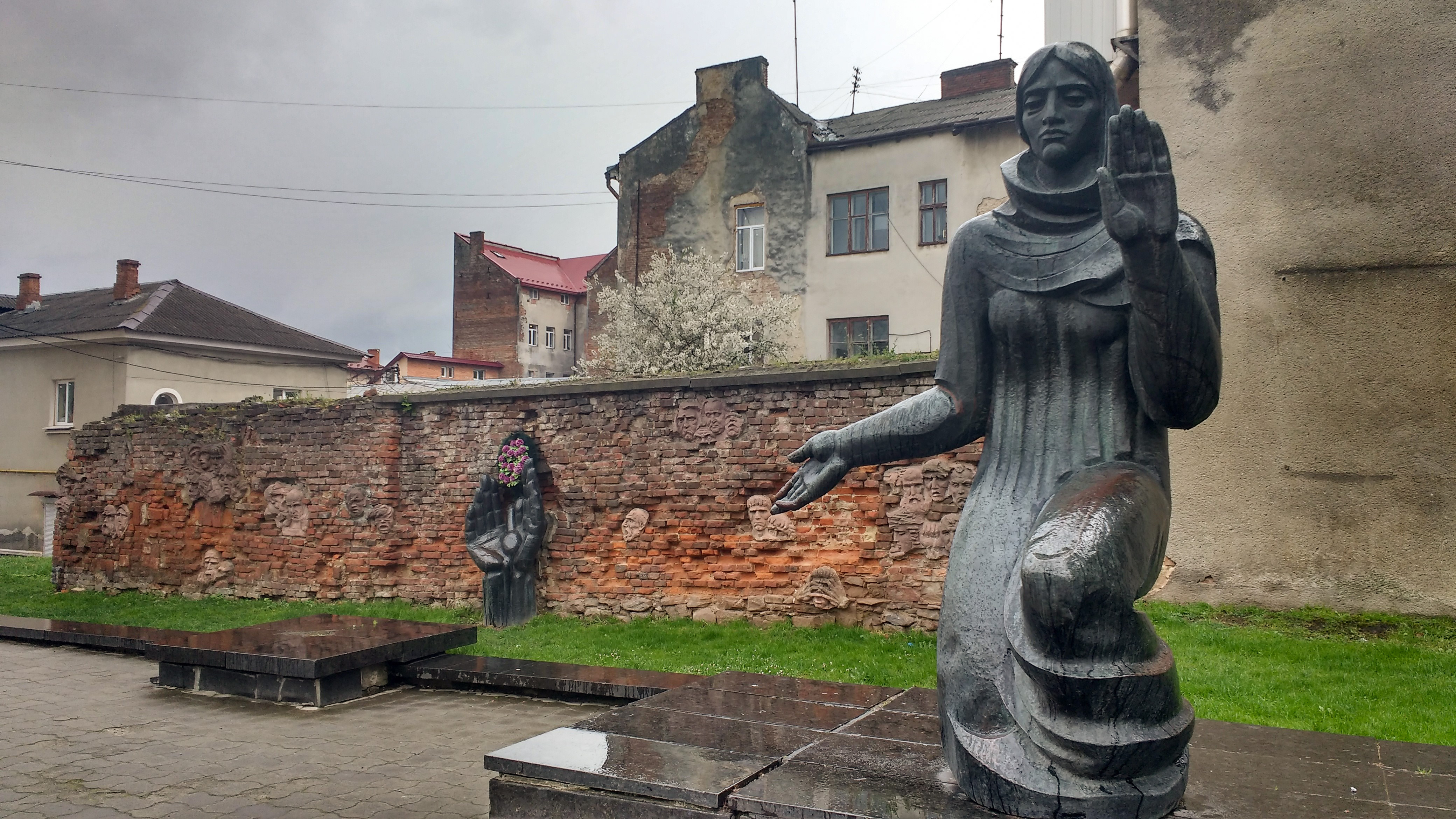
Меморіал жертвам німецької окупації 1941—1944 років
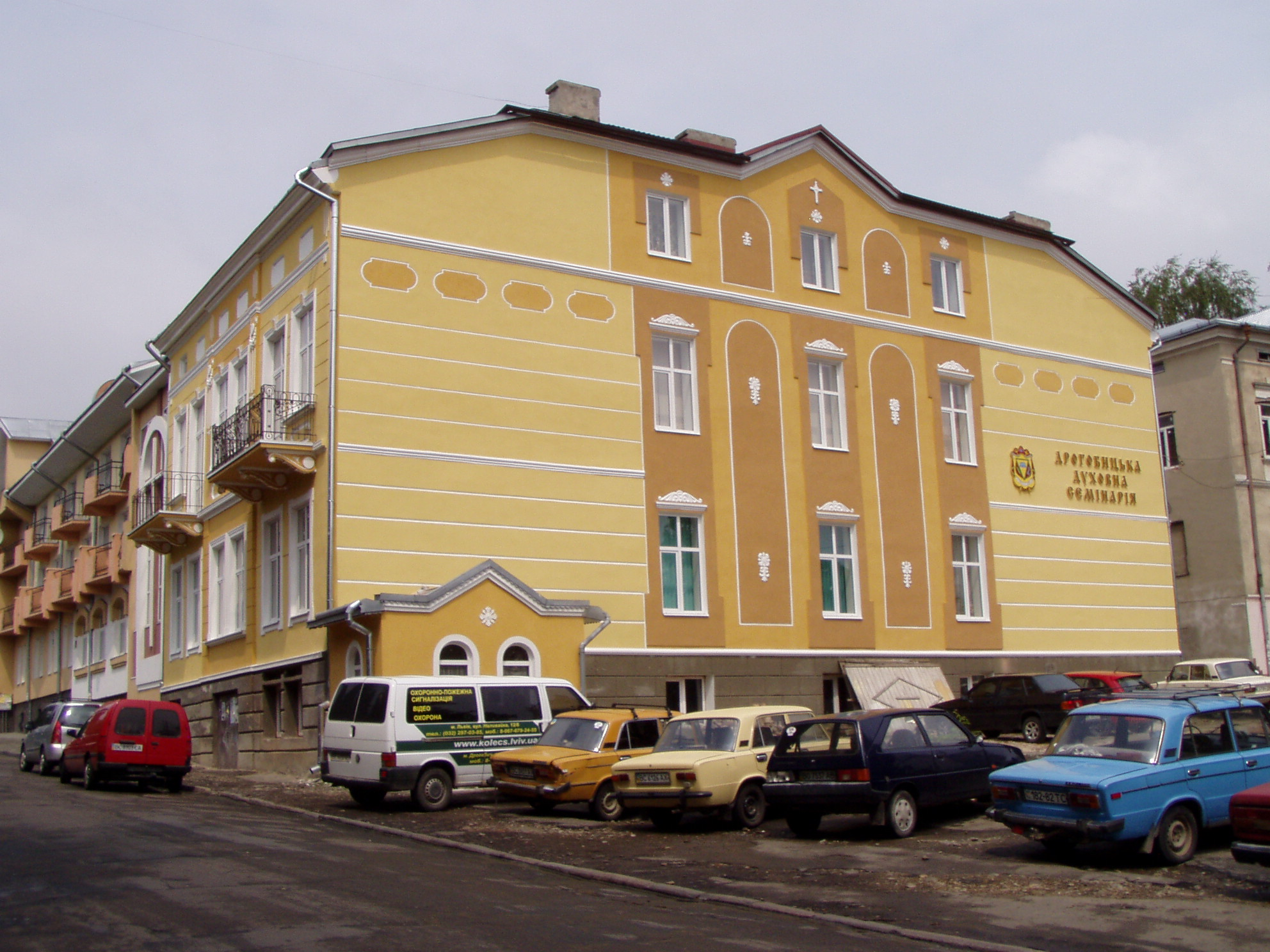
Дрогобицька духовна семінарія (УГКЦ)
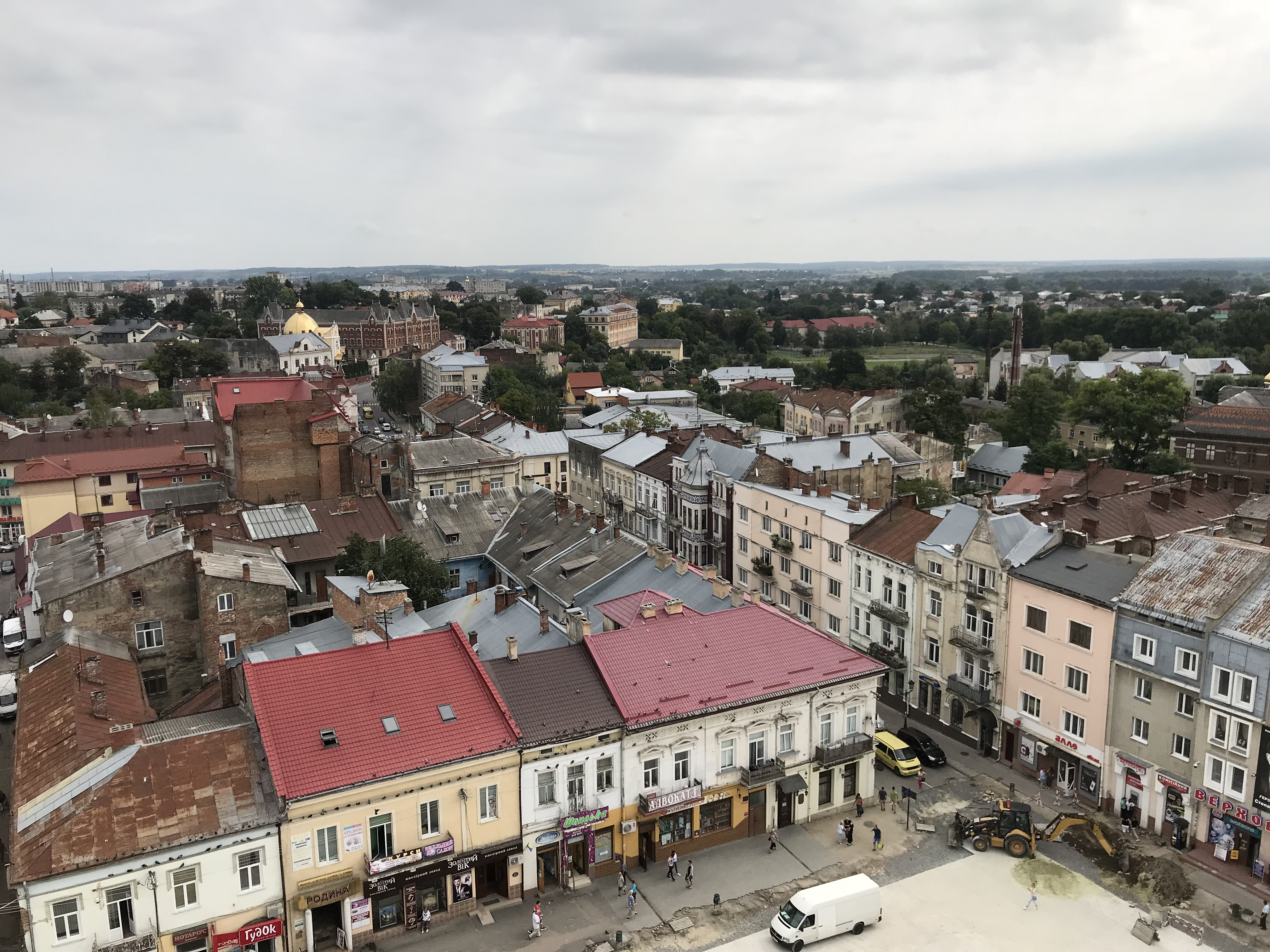
Вигляд з ратуші на частину площі Ринок та вул. Мазепи
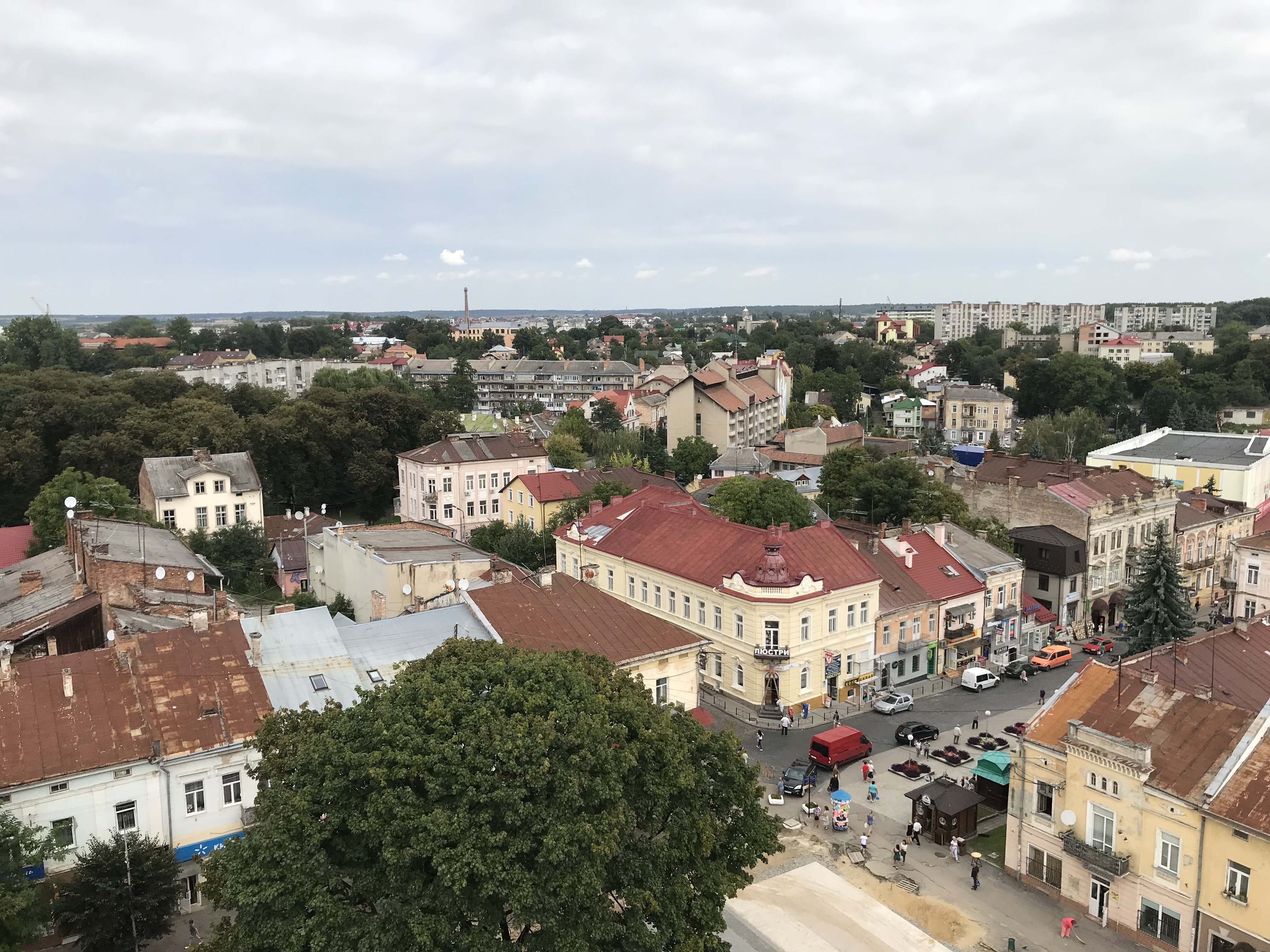
Вигляд з ратуші на частину площі Ринок та вул. Ковальську
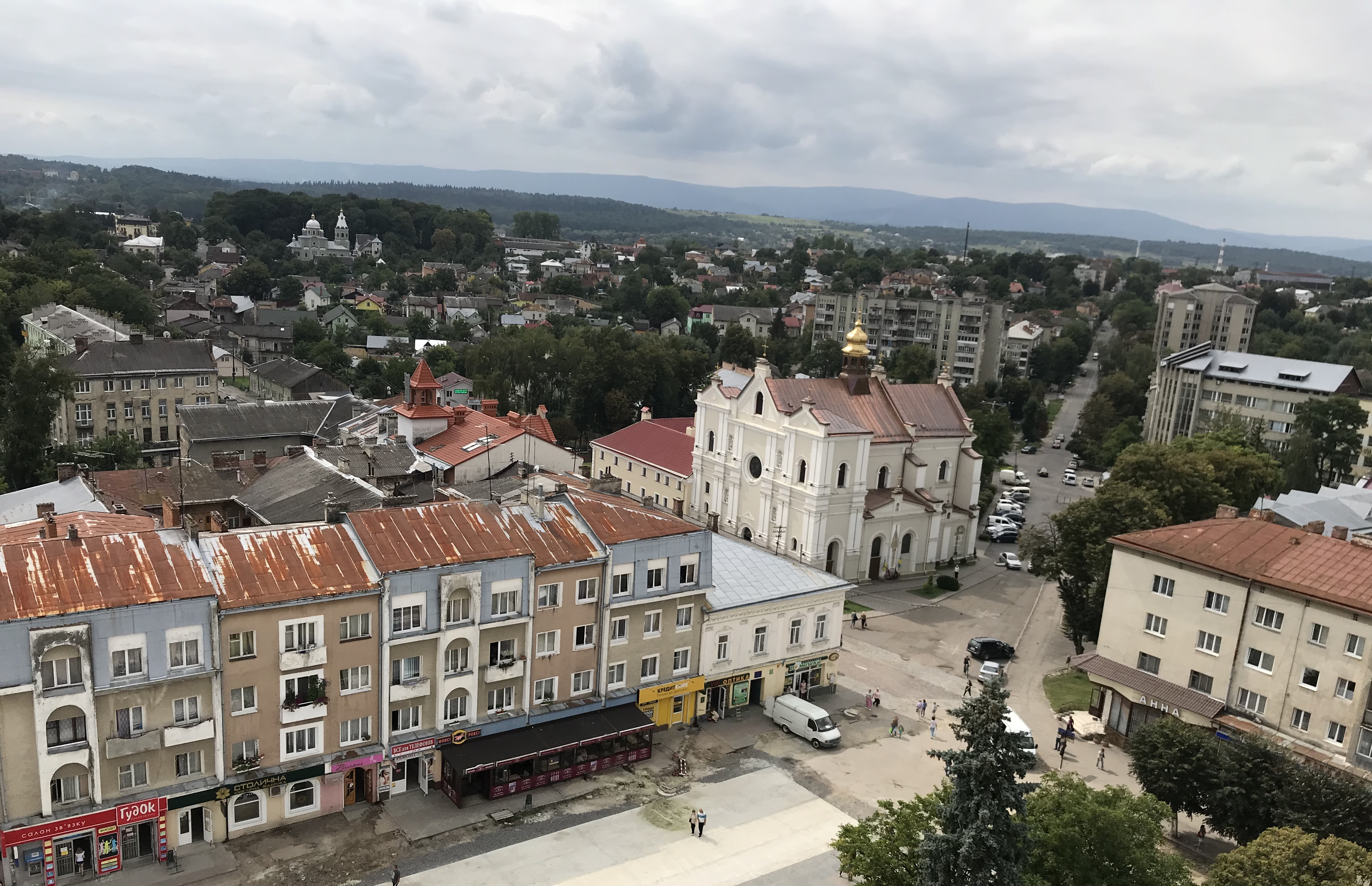
Вигляд з ратуші на Собор Пресвятої Трійці
Вигляд з ратуші на частину площі Ринок. Позаду — костел.
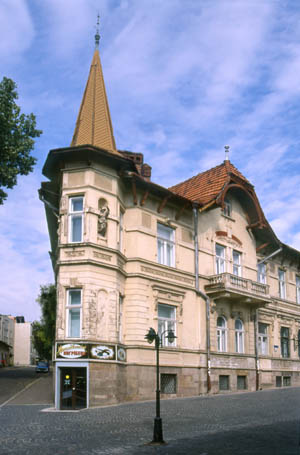
Старий будинок, за іменем кнайпи в його підвалі відомий як мисливський погрібець